# Histoire des représentations du fœtus
 (mars 2023).
- Si vous ne connaissez pas le sujet, laissez ce bandeau (vous pouvez alors contacter les auteurs).
- Si vous supprimez le contenu mis en cause (vous pouvez préalablement contacter les auteurs),

argumentez précisément cette suppression dans la page de discussion
(un manque de référence n'est pas un argument ; une recherche réelle de référence doit avoir été effectuée, être formellement documentée).
 (mars 2023).
 (mars 2023).
Si vous disposez d'ouvrages ou d'articles de référence ou si vous connaissez des sites web de qualité traitant du thème abordé ici, merci de compléter l'article en donnant les références utiles à sa vérifiabilité et en les liant à la section « Notes et références ».
La représentation du fœtus jusque-là négligée n’est pas moins une forme d’art comme toute autre figure humaine. Le fœtus, lui aussi, possède son histoire et son développement qui lui a permis de le figurer tel qu’il est aujourd’hui. Bien que complexe, cette existence correspond à un être qui mérite tout autant d’attention dans sa représentation que tout autre être humain. Il est également le témoin d’une évolution de la connaissance mais aussi de la pratique médicale obstétrique, qui en ce temps correspond à un fœtus qui évolua au fil des siècles, méritant sa place dans la matière historique de l’art.

## La question éthique
Cette thématique fœtale est lourde de sens puisqu’elle porte aussi le poids de la réalisation des découvertes et des études qui ont été réalisées par une médecine “macabre” nécessaire. La dissection de nombreux fœtus, et de femmes en cours de grossesse ont été utilisées au nom de la médecine, cela probablement sans consentement. Leur présence, par des squelettes ou des fœtus complets conservés dans des bocaux de formol exposés dans des musées, porte à la réflexion sur la pertinence, mais aussi sur l’humanité qui entoure cela tant dans le rapport au statut du corps humain que de son exposition[évasif].
Néanmoins, il ne faut pas voir ce dilemme comme manichéen puisque ces “objets” exposés restent issus d’un individu, d’un être qui a vécu et, dans le cas des fœtus, d’un manquement de rigueur concernant l’avis des géniteurs qui n’ont potentiellement pas eu leur mot à dire quant à l'étude et à l’exposition de leur enfant dans un cabinet de curiosités[pas clair].
Cette thématique très actuelle de l’humanité de ces collections et de leur conservation, voient nombreuses polémiques au sein de certains établissements[réf. nécessaire] : 
- La découverte des corps de trois-cent-cinquante-et-un fœtus à l'hôpital Saint-Vincent-de-Paul de Paris en 2005. Ils étaient conservés dans des conditions inacceptables à l'intérieur d’une chambre mortuaire.
- Le Musée Dupuytren qui a vu fermer ses portes au grand public pour une réflexion sur un réaménagement des collections.

Par ailleurs, en dépit des avancées technologiques d'imagerie médicale du fœtus, les représentations historiques de fœtus comme enfant à naître hautement indépendant de la mère continuent à influencer les opinions dans des sujets controversés comme l'avortement. Au XXIe siècle, l'image du fœtus (avec absence totale de la mère qui le porte) est utilisée comme icône dans les campagnes contre l'avortement.

## Les représentations antiques
La discipline obstétrique est longtemps restée une affaire de femme et plus précisément du maieutikê (terme se définissant comme « art des accouchements »). Dans leurs écrits, les auteurs antiques masculins narrent leurs théories génératives et le développement de cet être qui reste caché dans le ventre de sa mère pendant de long moins. Ainsi, de nombreux auteurs grecs tels que Empédocle, Aristote, Hippocrate ou encore Galien évoquent le sujet de la génération et de la croissance du fœtus dans leurs ouvrages. Ils distinguent le placenta du fœtus, et le fœtus d'abord informe qui devient fœtus formé.
La majorité de ces femmes accoucheuses, ne le sont devenues que par la pratique même de leur accouchement, ayant déjà enfantées elles peuvent aider les nouvelles mères à accoucher. Elles ne possèdent aucune formation spécifique ou pas la moindre connaissance anatomique. Cependant, un groupe de consœurs, instruites et spécialisées dans l’exercice de cette pratique peuvent quant à elles réaliser des accouchements risqués ou même des avortements. Néanmoins, ces femmes instruites ne possédant donc pas la possibilité d’écrire leur savoir obstétrique, transmettent leurs connaissances à d’autres femmes par voie orale.

## Les représentations médiévales
Par l’ouvrage de Léon Meunier nous figurant l’histoire de la médecine, nous apprenons que durant une certaine temporalité, ce fut l’influence orientale et surtout arabe, dépositaires des sciences qui brille sur le continent européen et asiatique. En ce temps, Charlemagne lui-même possède des médecins de cour juifs nommés Farragus et Buhalyha Bengesta. Ainsi continuant dans cette tendance, vers le Xe Siècle se sont toujours les juifs qui sont les premiers médecins de l’Europe, de par leur connaissance dans les sciences arabes, n’existant pas encore de versions actualisées d’Hippocrate et Galien. Néanmoins par des ex-communions Chrétiennes, les juifs furent évincés, la population ne devant plus communiquer avec eux, menant à la suprématie des prêtres qui deviennent alors les seuls à posséder le savoir, expliquant de ce fait leur place dans le Moyen-âge de l’Europe occidentale, les médecins étaient alors des clercs voir des chanoines.
Au Moyen-Age, la tradition obstétrique féminine se poursuit, les accoucheuses  n’étant concrètement que des femmes ayant accouché plus d’une fois, ne possédant pas plus de connaissances que d’expérience, sous cause d’un manquement d'enseignement anatomique. La discipline ne peut ainsi pas évoluer, de même que le fœtus qui reste caché dans les entrailles de sa mère, qui ne peut alors que l’imaginer et le sentir bouger en elle.
En ce même temps la mortalité infantile atteint son apogée, cela étant amplifié par une valeur amoindrie de la vie et d’un manquement de considération de la douleur ressentie par la femme en accouchement.

### Le fœtus d’après Moschion

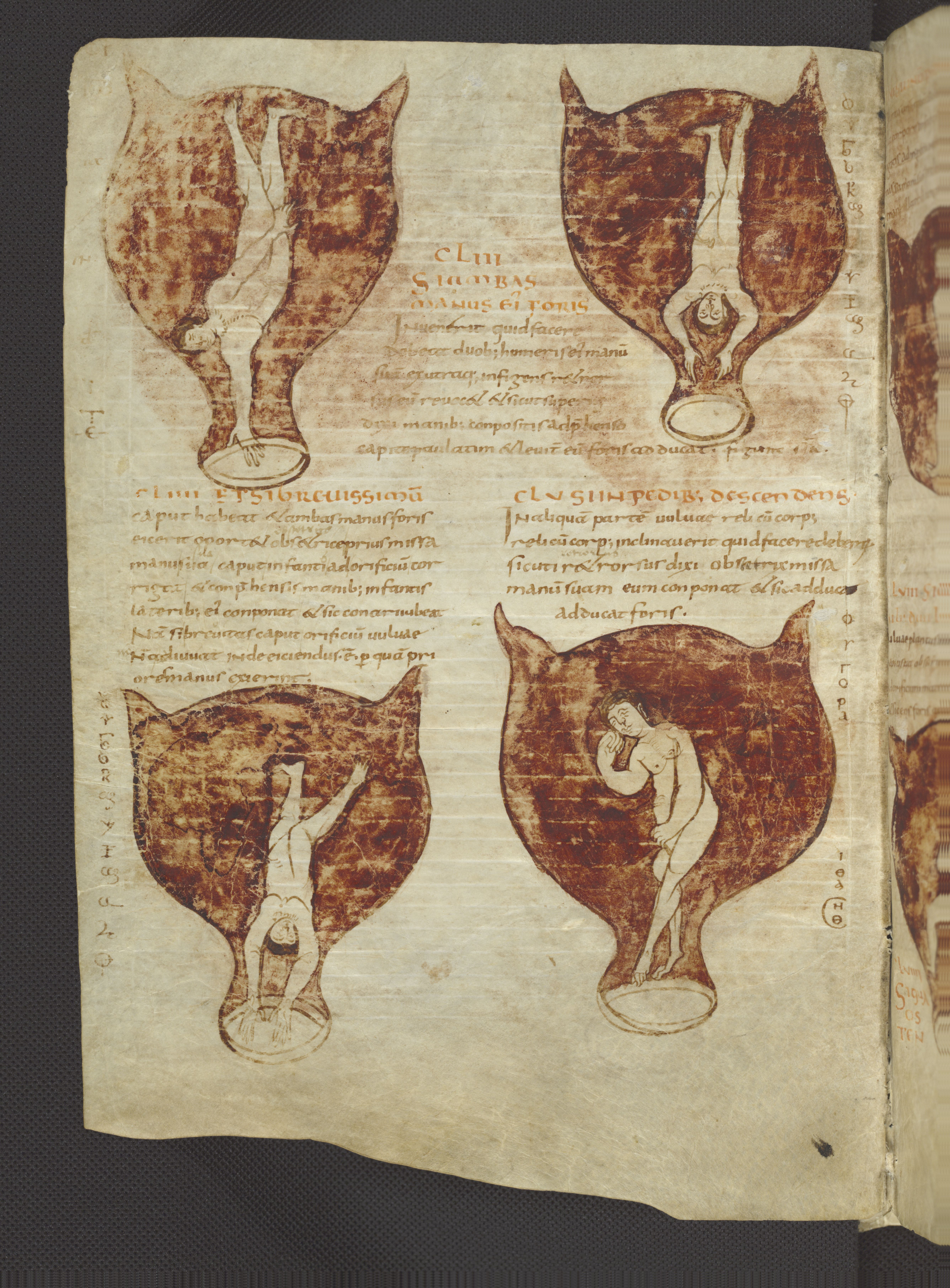
Traité gynécologique Gynaecia, écrit par Moschion au IVe siècle. Les illustrations quant à elles seraient hypothétiquement du IXe siècle.

L’une des plus vieilles représentations fœtales, date du IXe siècle et est figuré dans un traité nommé Gynaecia, rédigé par l’anatomiste et naturaliste Moschion, un homme provenant de Grèce ou d’Afrique du Nord, qui lui, date du Ve siècle. Ce traité manuscrit est post-mortem à son auteur d’origine, rendant difficile à savoir qui est le véritable auteur de cette illustration.
Cette figure, représente une matrice possédant des cornes avec en son sein des hommes miniatures flottant dans cette matrice corneuse, possédant diverses postures, tels des gymnastes effectuant des exercices et sollicitant les louanges du public après leur démonstration physique, cela nous montre alors une image bien éloignée de la réelle nature de la figure fœtale actuelle et nous illustre parfaitement les pensées et le savoir qui concerne la discipline obstétrique sur cette période. Le traité Gynaecia, est donc fondateur de la gynécologie médiévale et son illustration est fondatrice des figurations fœtales de ce temps.

### Le fœtus et les Chrétiens
Pendant ce même temps, l’Eglise s’approprie peu à peu l'existence foetale, voyant figurer dans ses écrits sacrés un temps de la génération de l’enfant, divinisant la grossesse de la Vierge, qui devient par conséquent la figure maternelle par excellence, une sainte que toutes les femmes doivent prier pour le bon déroulement de leur grossesse. Nous voyons donc en ce temps que la figure foetale reste encore mal connue, ne se concentrant que sur l’exercice de l’accouchement, marginalisant volontairement la génération de l’enfant qui ne doit pas être découverte, ce qui remettrait alors en question les écrits bibliques.
Pour le monde chrétien, l’union sexuelle qui lie un homme et une femme est le mécanisme qui va fabriquer un fœtus, auquel le divin va insuffler la vie, ainsi c’est au rôle de Dieu de donner une âme à cet enfant. Cependant ce phénomène étant le résultat d’un rapport sexuel, la grossesse et tout ce qui la concerne n’est pas valorisé, voire tabou. Cet enfant, entaché de la faute originelle des premiers Hommes doit être baptisé au plus vite pour le laver de cette infamie et marquer son entrée dans le monde des croyants. En effet, la maternité reste entièrement liée à la faute commise par Ève, résultant en un enfantement dans la souffrance qui doit toucher toute femme pour les punir du péché originel.

#### Le Christ en fœtus
La religion, a donc longuement impacté les connaissances et les pratiques liées à ce domaine médical en imposant ses croyances et en empêchant l’émergence de nouvelles pensées ainsi, le fœtus se voit de nombreuses fois représentés par l’intermédiaire de Jésus qui, grandissant au sein de sa mère Marie, nous illustre une description des pensées de l’époque concernant ce petit être.

##### La visitation

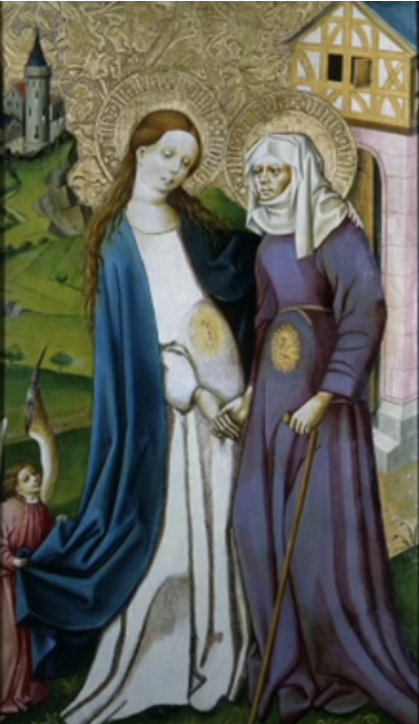
Scène de Visitation réalisée par un anonyme allemand au XVe siècle, huile sur toile, conservé au Musée des Beaux-Arts de Lyon

La scène religieuse de la visitation consiste en la rencontre entre la Vierge et sa cousine Élisabeth, toutes deux enceintes respectivement de Jésus et de Jean le Baptiste. C’est pendant cette scène que Élisabeth va d'ailleurs se rendre compte et prendre conscience de sa grossesse, en effet elle va pour la première fois ressentir "tressaillir son enfant” . Ces scènes sont monnaie courante à cette époque, cependant les représentations de ces grossesses saintes, elles, varient selon l’auteur. Ce faisant, nous nous retrouvons avec des robes gonflées, des touchés de seins ou de ventre entre les femmes ou bien la transparence des fœtus qui sont illustrés en intra-utérin ou bien en extra-utérin (équivalant au fœtus mis sur le ventre ou la poitrine). Ces grossesses glorieuses qui sont alors représentées dès le Moyen-âge, restent assez inégales dans les moyens de figuration de grossesse, faisant de la présence foetale et de sa représentation une illustration assez rare, notamment sur notre territoire. En effet, pour ce genre d’images, il faut surtout se tourner vers les pays germaniques et nordiques du XVe siècle.
Dans ce visuel réalisé par un anonyme allemand, une huile sur toile séjournant dans le musée des Beaux-arts de Lyon, les deux femmes ont en leur ventre des petits fœtus entourés d’une mandorle de rayons dorés. Le texte biblique y est parfaitement illustré. Avec les moyens de l’époque ajoutant un effet pittoresque, on y voit en arrière-plan une montagne avec une ville et sur le bord droit, la maison du couple Zacharie et Elisabeth. Le fond de toile est constitué d’un ciel d’or, qui est directement en lien avec les auréoles entourant les deux femmes mais aussi en lien avec l’ange tenant la cape de Marie sur la gauche. Les deux protagonistes sont illustrés dans un geste affectueux, Marie tenant la main de sa cousine, fait joindre l’histoire de ces deux femmes qui se rejoignent dans leur vécu et leur rapport au divin.
La différence d’âge des femmes se manifeste nettement dans la toile, Marie, symbole de virginité, a les cheveux lâchés tandis que  Élisabeth, en tant que vieille femme a sa tête couverte. Malgré la différence d’âge, ces deux femmes se trouvent en un point commun, leurs fécondités bénies de Dieu, se traduisant par la grossesse d’une femme vierge et d’une femme qui n’est plus en âge de concevoir. Cette scène religieuse qui est par ailleurs la première rencontre du Christ et du futur Saint Jean-Baptiste, dans le ventre maternel, est bien plus qu’une simple rencontre qui se déroule dans la joie mais une allégorie de l’humanité qui est sur un chemin fructueux dans l’accueil joyeux de ce projet divin.

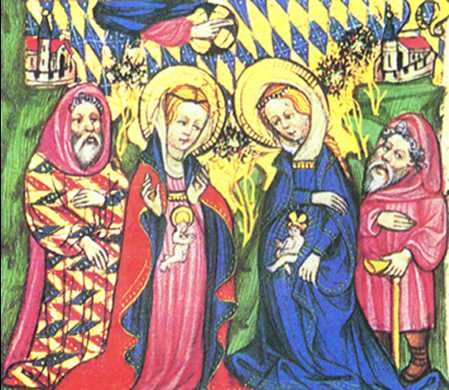
Enluminure de Visitation, réalisée par un anonyme au XVe siècle, conservé au Musée Condé à Chantilly

Dans ce deuxième visuel, réalisé également par un anonyme pendant le XVe siècle, on y voit les deux femmes accompagnées de leurs conjoints dans un espace montagneux orné d’églises. Ainsi sur la gauche figurent Élisabeth et Zacharie, et sur la droite Marie et Joseph. On remarque aussi une autre présence dans un coin de l’enluminure, en effet en haut de la composition, la main de Dieu sort du ciel bleu et doré. Dans cette œuvre un détail est assez marquant, Élisabeth semble du même âge que Marie, élément qui se voit d’autant plus véridique par sa tête qui n’est pas recouverte. De plus, les deux femmes ont des couleurs de vêtements bien distinctes, Marie porte son célèbre vêtement bleu qui symbolise sa pureté tandis que Elisabeth porte un vêtement rouge. Cette fois, les deux femmes portant toutes deux une auréole, ne se touchent pas, chacune regardant le ventre de l’autre où figurent leurs enfants. Dans cette représentation nous retrouvons donc également le Christ et Jean-Baptiste sous forme de fœtus, qui apparaissent en dehors du ventre, comme posés dessus. Le premier semblant porter une couronne et le second une auréole, sont représentés comme des enfants bien vivants et formés. Leurs postures sont codées, on y voit bien Jean-Baptiste agenouillé devant le Christ, ce dernier bénissant le futur prophète.
Dans la majorité de ces scènes, Marie possède un ventre beaucoup plus proéminent que sa cousine alors que pourtant, celle-ci est à six mois de grossesse en moins par rapport à Elisabeth. Ceci s’expliquerait par la conception du Christ qui est fait homme directement, son corps a été formé instantanément dans sa conception sous l’action de l’Esprit Saint et ce, dès l’annonce de l’ange. Cela explique ainsi l’illustration foetale qui ne se veut pas “réaliste” puisque ces enfants cachés au sein d’une matrice, dont on ignore la morphologie, sont visualisés comme des humains adultes en modèle réduit.
Énormément de sanctuaires sont consacrés à Notre-Dame de la Visitation et plus largement, dédiés à la figure de la Vierge, signifiant le grand rôle que cette scène possède. Les images religieuses sont également un moyen d’enseignement pour les populations illettrées, ce qui fait de la figuration du Christ dans la Vierge, un moyen pour les mères de s’imaginer leur enfant grandissant en elles.

##### Le fœtus-Christ
Le fœtus-Christ, illustré comme posé par-dessus le vêtement de la Vierge, sur le ventre maternel, est dans la plupart des cas, entouré par des rayons lumineux ou d’une mandorle. Ces représentations se sont répandues pendant le XVe siècle mais ne se sont pas cantonnées aux scènes de visitation puisque des sculptures illustrant ce type de fœtus-christ se sont très vite étendues dans les sanctuaires de Notre-Dame de l’Espérance, des Avents ou de l’Expectation.
Parmi ces sculptures religieuses, on trouve divers moyens de figuration, l’une consiste en une illustration telle que dans les scènes de visitation, c'est-à-dire avec un Christ extra-utérin posé sur le ventre et entouré de rayons, tandis que l’autre moyen consiste en le placement du fœtus Christ dans une sorte de niche creusée dans le ventre de la Vierge. Ces rondes-bosses se voient beaucoup plus réalistes que le simple placement du Christ sur le ventre puisque ce dernier est amovible de l'œuvre. Dans certains cas, le ventre de la Vierge est transparent, recouvert d’une vitre pour protéger l’enfant. Ce type de figuration est notamment effectué dans le monde hispanique et n’est d'ailleurs pas sans rappeler l’ancien thème de la Vierge voit figurer dans son intérieur le Père, le fils et le Saint-Esprit (réalisé dans du bois ou dans de l’ivoire).
Dans les années 1520, on assiste à une disparition de ces scènes extra-utérines qui seront par la suite suivies d’une interdiction totale de la représentation de la Vierge dans sa grossesse. En effet, alors que ces représentations sont en plein essor, le XVe siècle voit apparaître la condamnation de ces pratiques par les plus grands théologiens, ce qui se voit concrétisé par le concile de Trente se déroulant pendant l’année 1563, en une interdiction de représentation. C’est dans ce contexte que des ouvrages servant de guide pour les peintres de tableaux religieux vont émerger, tel est le cas de l’ouvrage de Jean Molanus, professeur de théologie à l'université de Louvain et théoricien d’imagerie sacrée fit publier en 1570 son De historia sanctarum imaginum et picturarum, pro vero earum usu contra abusus. Son ouvrage va par ailleurs normaliser la peinture religieuse pendant plus de deux siècles après sa parution. Ce guide sur les pratiques de la peinture va condamner les scènes de nombreuses figures religieuses en lien avec la génération du Christ puisque pour la chrétienté, la Vierge a enfanté sans effort et sans douleur, témoignant ainsi de son rôle divin.
Les scènes de Nativité qui sont pourtant dominantes dans le monde byzantin, sont aussi interdites car selon lui, ces images de la Vierge alitée sont contraires au dogme de virginité qu’elle représente. De même, l’Annonciation est également condamnée puisque dans la plupart de ces illustrations, on y voit généralement un enfant, tel un homoncule qui descend vers la Vierge par des rayons lumineux. Cette scène serait donc en quelque sorte taboue pour le monde chrétien puisqu’elle serait synonyme  d’un rôle amoindri de Marie qui ne serait alors qu’un simple réceptacle duquel serait sorti le Christ déjà formé et sans gestation humaine.
Dans ce contexte de réforme, les XVIIe et XVIIIe siècles seront témoins de ces vierges avec une gestation transparente qui vont être brûlées par des évêques à cause de leur indécence ou bien dans le cas des sculptures, remplacées par des ostensoirs sous forme de buste de Marie qui, remplaçant le Christ dans sa niche circulaire, va mettre en place une grande hostie consacrée. Ce mouvement de chasse à l’indécence va se dérouler dans la majorité des pays chrétiens, mis à part le monde hispanique où ces images de Virgen de la Esperanza vont être bénites par le clergé local qui est totalement en phase avec une piété familiale et une aspiration aux croyances des fidèles hispaniques, notamment des femmes enceintes qui ont besoin de trouver une image qui les rassure. Ces représentations de Marie avec un ventre transparent vont donc se perpétuer en un seul endroit et ce jusqu’au XVIIIe siècle.
Par l’interdiction de représentation de la Vierge gestante, d’autres parties de la bible furent utilisées pour figurer ces enfants cachés, en effet, il est possible de trouver des illustrations de fœtus saints comme Jacob et Esaü, Saint Côme et Saint Damien, ou saint Protais et saint Gervais, etc.

###### Galerie de représentation

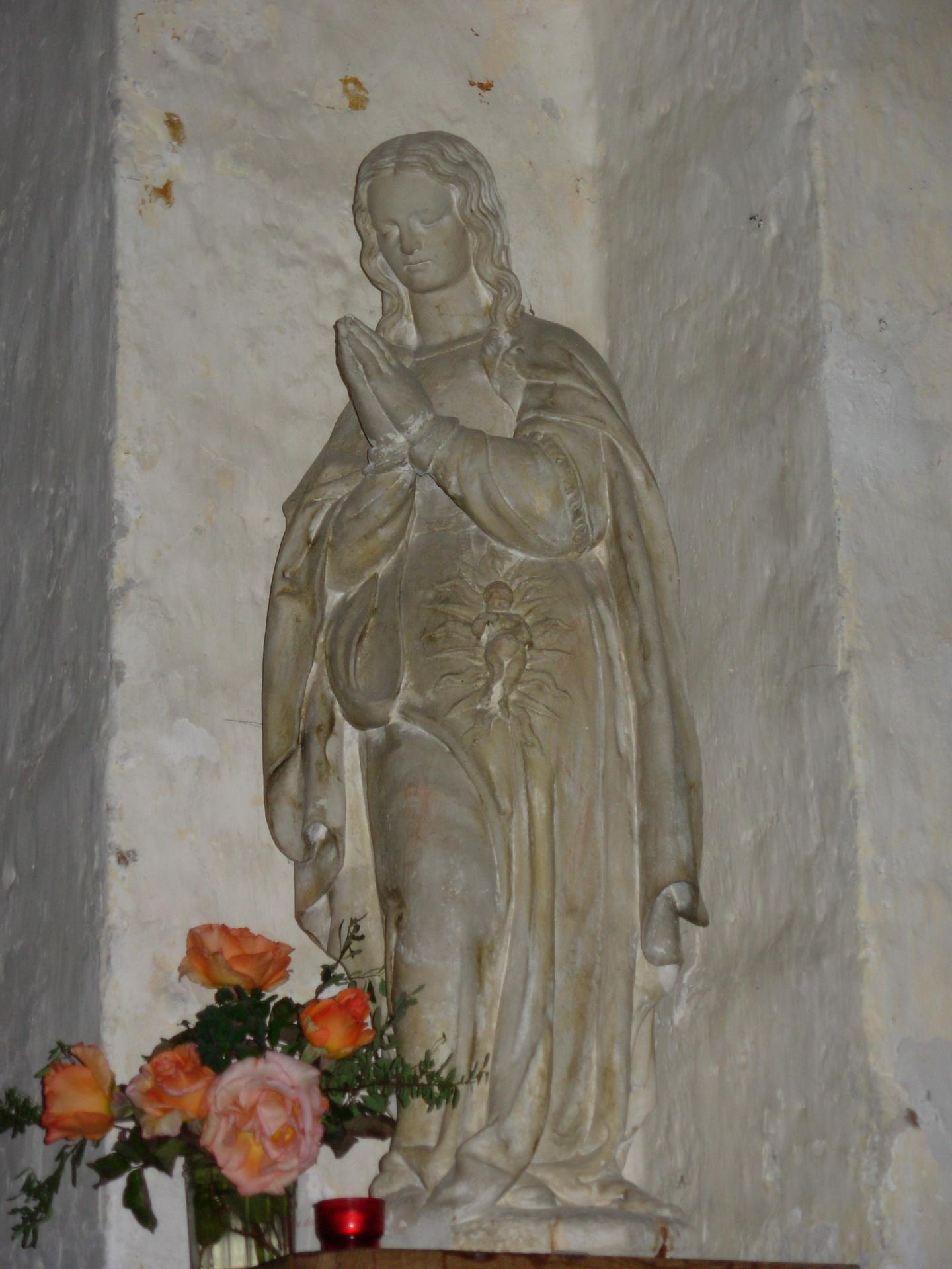
Sculpture réalisée par un anonyme avant 1563, cette œuvre est d'inspiration flamande / bourguignonne dans la représentation de la Vierge.
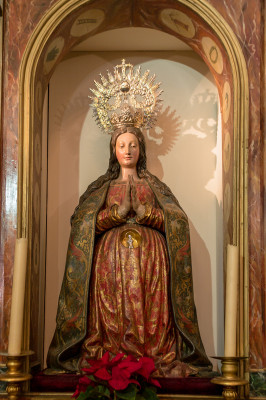
Statue religieuse faite par un couvent Franciscain d’Olivares, et peint par Francisco Pacheco dans les années 1600.  La figure mesure 1,09 m, représentant la jeune Vierge enceinte. Son ventre est composé d’un petit reliquaire où l’enfant Jésus en argent est placé. Conservé dans l'église paroissiale de Santiago Apóstol depuis le XIXe.
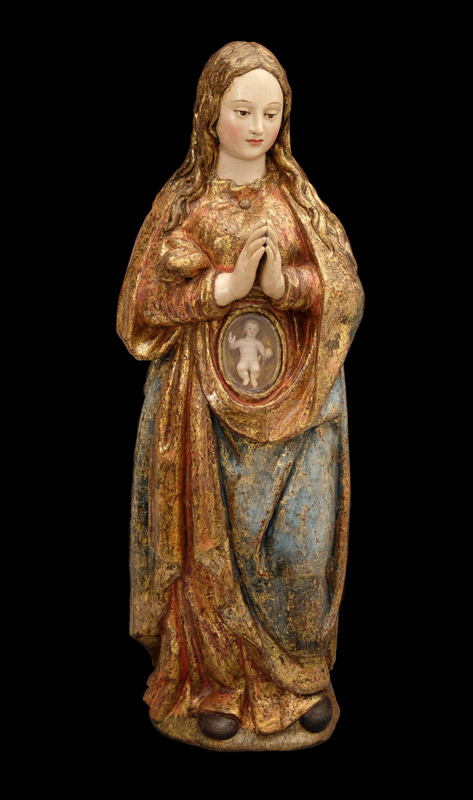
Vierge de l’espoir, réalisée en bois de pin polychrome par un castillan anonyme dans les années 1600. L’enfant Jésus est présent dans le ventre de la Vierge. 65 x 23 x 20 cm. Oeuvre restaurée par la Fondation Les Âges de l'Homme en 2017 Conservé dans une collection privée.

### Les croyances populaires (le végétal)
Comme la terre abrite les graines, les nourrissant et leur permettant la croissance de celle-ci, l'utérus s’est vue mise en lien avec cet élément. Comme la graine va grossir et faire grandir la plante, le ventre plantureux de la femme va assurer la permanence du cycle vital, menant ceci a un mythe de la terre mère, source de toute fécondité. Cette thématique de la “végétalisation" de la grossesse et notamment de la croissance du fœtus est un des sujets primaires de l’ouvrage de Jacques Gélis, L’arbre et le fruit, La naissance dans l’Occident moderne.
La mort et la naissance faisant partie intégrante de la vie humaine, il fallut donner une explication à ces deux certitudes. Dieu faisant de l’homme son chef-d’œuvre sur terre, voulu que ce dernier laisse une trace de son existence, ne devant pas s’éteindre sans aucune trace, c’est dans ce cadre que l’homme fut accompagné d’une femme pour que “ce qui est mort en son individu soit rendu immortel en son espèce, par et moyennent la continuelle propagation”. Toute la génération se voit comme une poupée gigogne, c’est-à-dire emboitée en une première femme, cela mis en rapport avec le défi de la mort qui succède impitoyablement a la vie humaine, comme pour tout être vivant, surtout les végétaux. L'étroite liaison entre la naissance et la mort apparaît donc chaque jour par des analogies. Ainsi pour faire une belle moisson il faut du fumier, ce qui par correspondance mène au fruit de l’homme qui avoisine pendant près de neuf mois avec les excréments du ventre maternel.

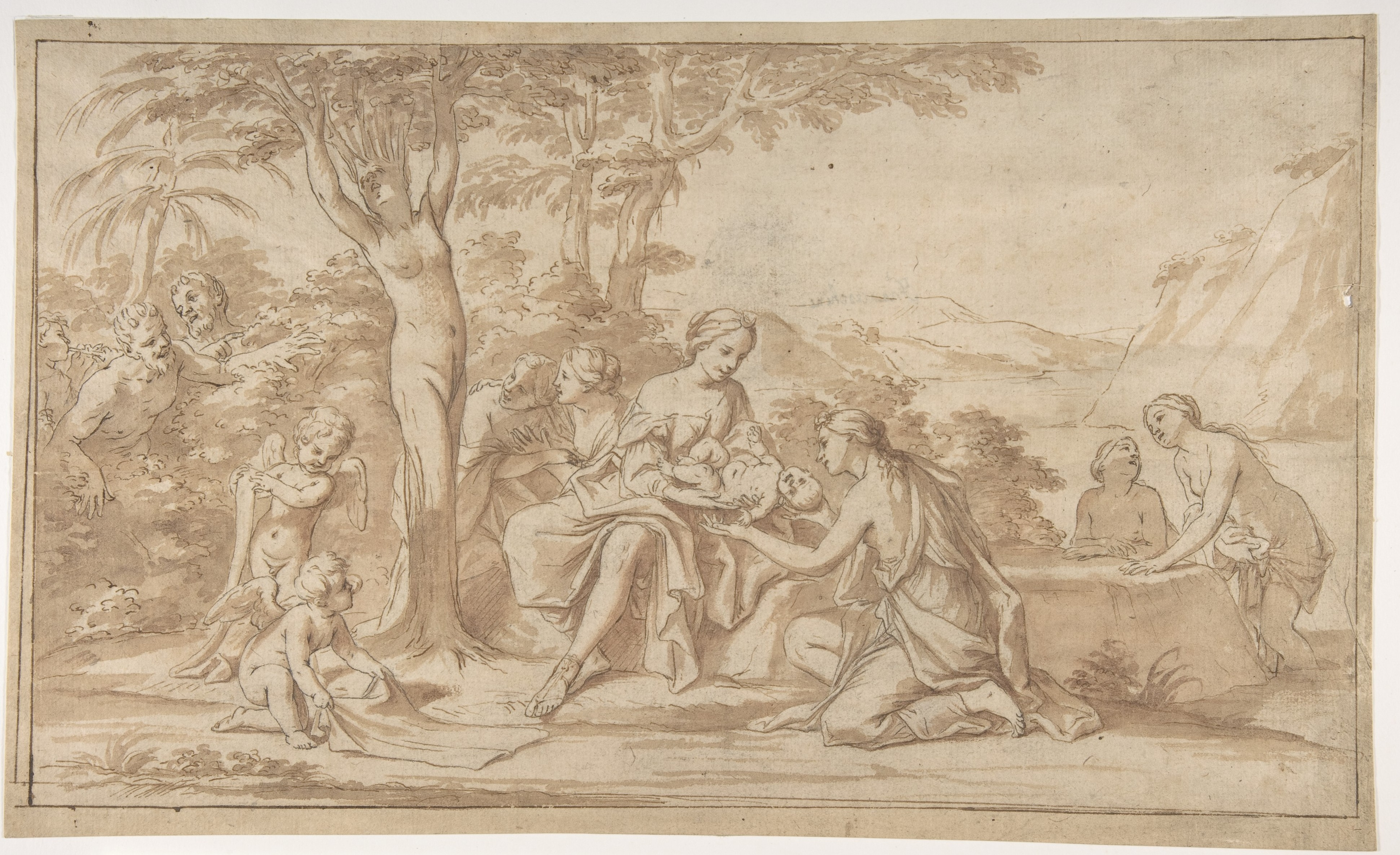
La naissance d'Adonis et la transformation de Myrrha en arbre.

Ces croyances sont alors mises en relation dans certains mythes et certaines croyances, c’est ainsi que le mythe antique d’Adonis illustre parfaitement ces dires. C’est un mythe fondé sur une légende syrienne, qui établit la vie d’Adonis, fils d’un amour incestueux entre le roi de Chypre, et sa fille Myrrha qui va se faire transformer en arbre pour proteger son enfant. Ce mythe, très connu et répandu, se voit être une personnification de la fécondité de la végétation et correspond bien aux pensées contemporaines de l'œuvre mettant en lien la végétation et la fécondité humaine par analogie.
Certaines planches anatomiques qui apparaîtront pendant l'âge d’or de la médecine verront même les femmes enceintes, le ventre ouvert, laissant voir apparaître leur fœtus-plante, toujours liées avec la souche. Cette thématique de l’arbre de vie est par ailleurs un thème que les enlumineurs, peintres et verriers reprennent beaucoup, mettant en scène l’imaginaire végétal de la procréation. Dans ce contexte, il n'est pas rare du XIIe au XVIe siècle que les vitraux permettent de familiariser les fidèles avec le thème de l’arbre de Jessé, matérialisant ainsi la filiation en l’ancien et le nouveau testament. Ce sujet liant l’arbre et le fruit n’est donc pas seulement issu de la culture populaire et antique mais aussi de la représentation distincte de l’art chrétien du XIIIe au XVIe siècle.

## Les représentations modernes
C’est seulement à partir du XVIe siècle, correspondant à une temporalité d'aspiration nouvelle et multidisciplinaire au sein d'un continent européen ouvert aux échanges, que la branche médicale de l’obstétrique devient une véritable science par son appropriation par le genre masculin, qui souhaite réduire la mortalité infantile, accusant les accoucheuses de faire du mauvais travail. C’est ainsi qu’en ces temps modernes que les hommes de science, alliant leurs savoirs théoriques issus des écrits antiques avec les connaissances orales issues des traditions féminines, vont permettre l’éclosion de la représentation foetale. Ils ont su mettre au monde un tout nouveau domaine scientifique l’illustrant à leur manière, faisant prendre vie une figure jusqu’alors cachée, l’illustrant en une science obstétrique nouvelle qui vient de débuter. La Renaissance va donc être la toute première temporalité à posséder une réelle ébauche obstétrique qui est corrélée avec l’émergence du mouvement humaniste, installant l’homme au centre des préoccupations sociétales, faisant de son origine et son développement une problématique majeure qui se verra longuement étudiée, menant à une multitude d’ouvrages se concentrant sur les accouchements, mais aussi la génération de l’Homme.

### Les représentations imaginées par les croyances
Les croyances ont longtemps fait partie des représentations et de la vie obstétrique, phénomène qui se retrouva dans différents domaines tels que la religion, les croyances populaires, mais aussi des sciences telles que l’alchimie, en effet le ventre de la femme est un sujet qui attire autant qu’il inquiète, il est symbole de vie mais aussi antre du diable d’où sort le meilleure et le pire. Ces croyances sont liées à la conception d’un nouvel être, un nouvel homme qui est le fruit d’une relation sexuelle mais dans la plupart des sociétés, la procréation comporte également une part de symbolisme, pour pouvoir donner une âme et ainsi transformer cette coquille vide en véritable être vivant, une intervention extérieure est nécessaire, rôle que va remplir le divin.

#### Dans l’alchimie
L’homoncule, est un terme issu du lexique alchimiste, il se définit en la fabrication d’un petit être vivant, semblable à un homme, qui est fabriqué par les alchimistes selon les croyances populaires. La culture alchimique est remplie de liens avec les croyances populaires déjà existantes, comme  celle de l’homme et la plante. La mandragore correspond donc parfaitement à ce lien puisque cette végétation peut parfois être décrite comme un morceau de chaire qui serait arraché à la terre par césarienne, tel un fœtus, menant à un cri insupportable, rappelant le pleur des nouveau-nés sortants de l’utérus.

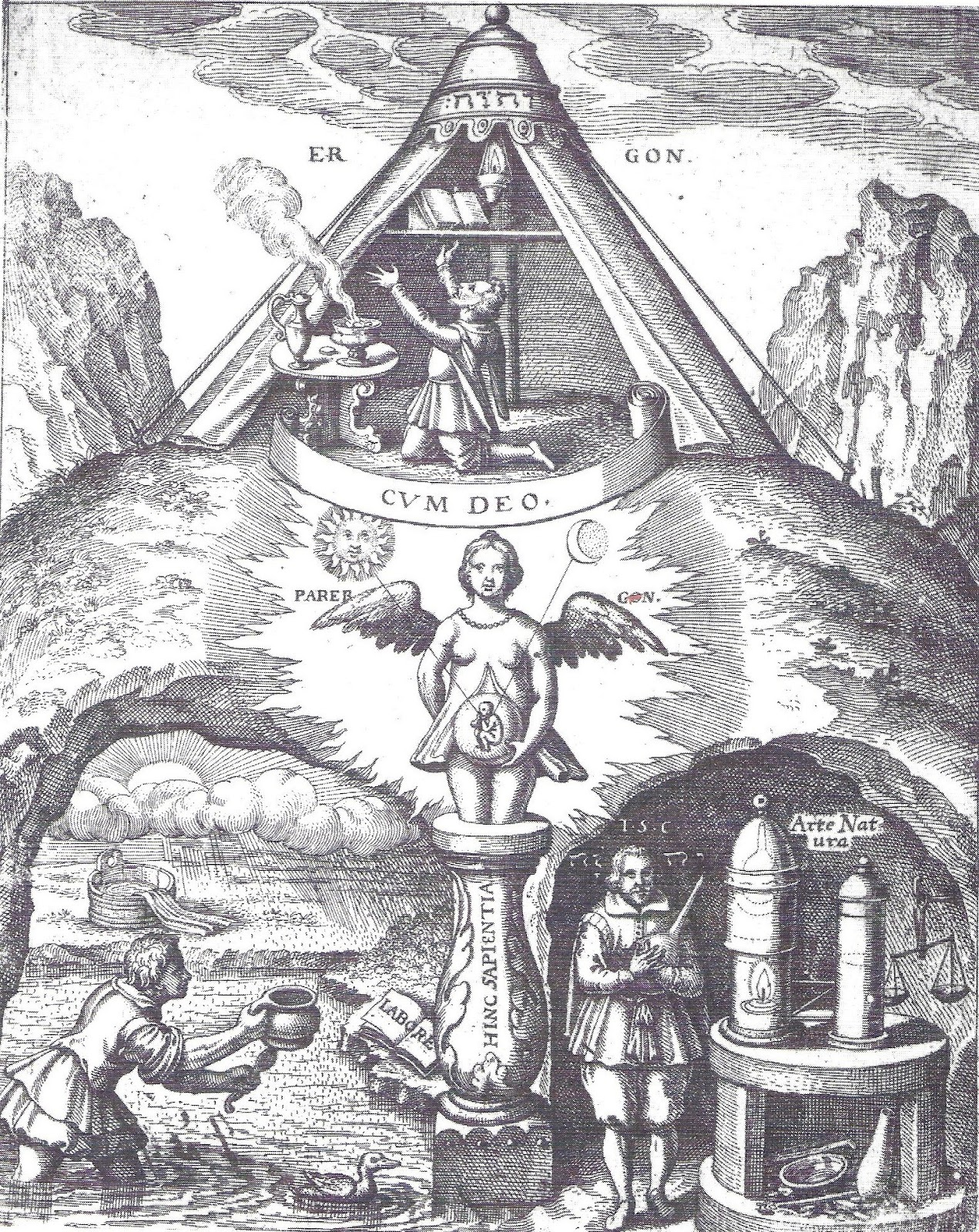
Schweighart Theophilius, Speculium Sophicum Rhodostaurot icum, 1604. Scène d’alchimiste en prière, la jeune fille au centre voit en son ventre un homoncule, but ultime de la recherche alchimique.

C’est le médecin Paracelse, un homme de science suisse, qui fut le premier, dès l’année 1537 à écrire sur ce sujet, menant même à une recette précise pour pouvoir fabriquer cet être inhumain, recette qui sera rapportée par Walter Pagel, un historien médical allemand au XXe siècle dans son ouvrage Paracelse de 1963, qui nous rapporte :  
“ On laisse se putréfier de la semence humaine en un vaisseau scellé qu'on soumet quarante jours durant à la température biologique — jusqu'à ce qu'un mouvement soit perceptible. La substance aura revêtu à ce moment une forme vaguement humaine mais sera transparente et dépourvue de corps. À ce stade, il faut l'alimenter pendant quarante semaines avec l'Arcanum [propriété permanente provenant du dernier stade d'une substance] du sang humain. Après quoi, elle se développera pour donner un véritable enfant possédant tous ses membres, plus petit qu'un enfant normal”. 
L’homoncule est ainsi un terme alchimique qui désigne une créature fantastique, imitant l’apparence de l’être humain, mais qui correspond au but ultime de fabrication alchimique, à égal niveau de la pierre philosophale.Plus largement, ce terme d’homoncule s’est vite éloigné du lexique alchimiste pour également comprendre en sa définition une figuration fœtale. Cet être étant un sujet de recherche pour les scientifiques mais aussi pour les médecins, comme Paracelse. Nous avons donc eu le droit à des figuration de cette créature dans des ouvrages dédiés.

### Les débuts médicaux

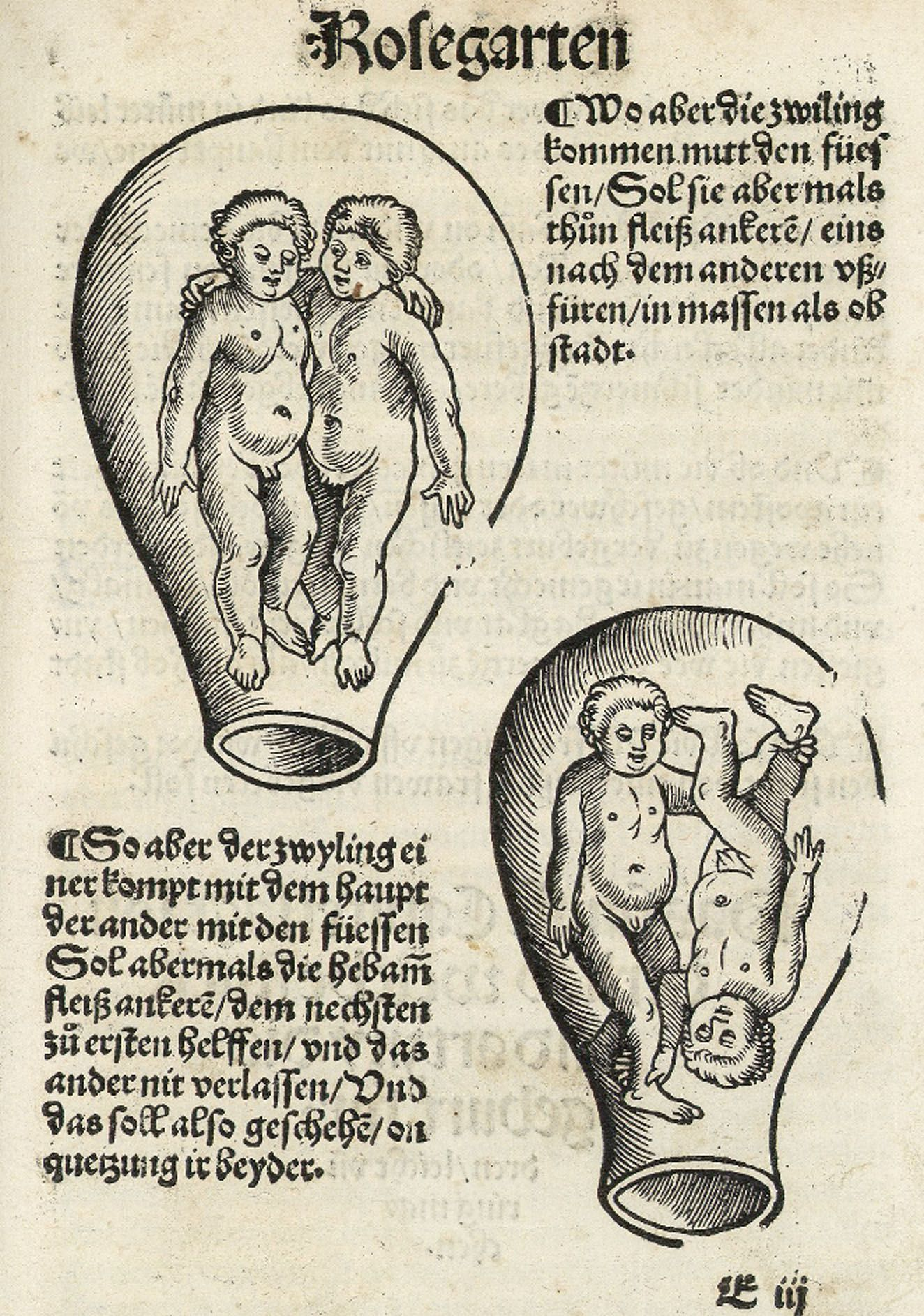
Représentation de jumeaux figurant dans l’ouvrage Der schwangeren Frauen und Hebammen Rosengarten, par Eucharius Rosslin, publié en 1513 aux éditions Martin Flach de Strasbourg.

Les illustrations du début de la période moderne suivent la voie du traité de Moschion, dit Gynaecia, c’est dans ce contexte notamment que Eucharius Rosslin, un pharmacien devenu médecin attitré de la ville de Francfort-sur-le-Main en l’année 1506, va publier son célèbre ouvrage Der schwangeren Frauen und Hebammen Rosengart, publié en 1513 à Strasbourg . Écrit en allemand, pour le rendre accessible aux sages-femmes, son ouvrage est le tout premier de l’histoire à être exclusivement consacré à la grossesse et l'accouchement, illustré par des gravures de Martin Kaldenbach, un disciple de Albrecht Dürer, un peintre, dessinateur et graveur allemand, connu pour ses théories de la perspective linéaire et géométrique.
Grâce a ces illustrations, l’ouvrage de Eucharius Rosslin a pour la première fois figuré en des illustrations imprimées, la position in-utero bien que cela reste encore très lacunaire. Les êtres fœtaux, les yeux bien ouverts, arborent un sourire comme s’ils étaient en plein jeu, non contraints par l’espace et le cordon ombilical. Ainsi, bien que cet ouvrage ait un but scientifique, il n’est qu’une continuité des croyances de l’époque, dans la tendance du traité de Moschion. Son ouvrage est également réducteur du rôle de la femme, et surtout de la sage-femme, qu’il accuse de "négliger et de détruire par négligence des enfants partout" mais aussi de n'avoir aucune connaissance "Et parce qu'aucune sage-femme ne m'a demandé / ne pouvait rien me dire sur sa tâche /, je me suis retrouvé avec ma formation médicale."  
Bien que best-seller dès sa sortie et presque pendant deux cents ans après sa publication, le récit d’Eucharius Rosslin possède un problème majeur, il ne connaît rien à ce sujet. Comme il le dit lui-même à son prologue, il utilise son propre savoir, engendrant des conseils dépassés comme insérer de la bouse et de la bile de vache, avec des herbes, dans le vagin des femmes ayant un enfant mort-né, cela permettrait de retirer le fœtus. En effet, ne possédant aucune connaissance sur le sujet, il ne fait que répéter et citer des auteurs antiques, effectuant comme une sorte de compilation d’œuvres d’Hippocrate, d’Aetius, et comme dit précédemment de Soranos d’Ephèse et de Moschion.

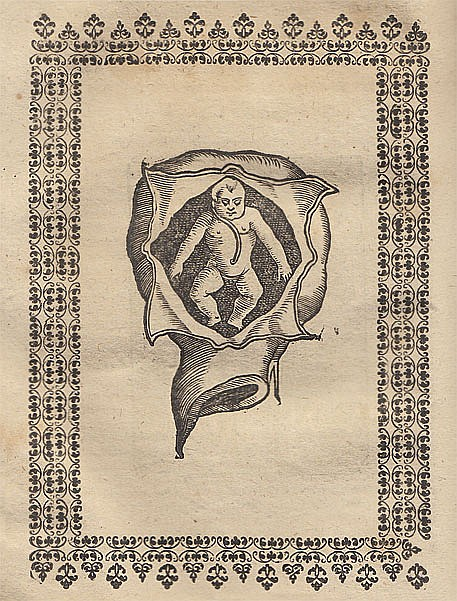
Mercurio, Girolamo, La commare o raccoglitrice : divisa in tre libri, 1596. Premier livre italien d'obstétrique et d'étude des césarienne. Gravure sur bois d'un fœtus extrait par césarienne.

En 1596, nous retrouvons cette même tendance de figuration fœtale dans une sorte d’ampoule, dans l’ouvrage de Girolamo Scipione Mercurio, dit Scipion. Son ouvrage, nommé La Commare o Roccoglit rice in III libri, fut publié à Venise dès 1595. Il est le premier livre italien d’obstétrique mais aussi d’étude des césariennes, c’est donc pour cela que nous retrouvons cette illustration d’une gravure sur bois figurant un enfant à naître, flottant dans une matrice ouverte par une opération césarienne. Bien que ressemblant aux illustrations de l’ouvrage d’Eucharius Rosslin, nous voyons une amélioration scientifique en la présence du cordon ombilical, cette fois, l’enfant à les yeux fermés, comme endormi mais possède tout de même une apparence d’angelot. Ce livre de Scipion fut un réel succès, notamment auprès de la population italienne, qui en fit huit éditions, et des Allemands qui en firent deux éditions. Ainsi, nous voyons que ces figurations de l’utérus sous forme d'ampoule sont toujours d’actualité, même à l’aube du XVIIe siècle, et que ces figurations ne se limitent pas à des frontières géographiques. Ainsi, Mercurio et Rosslin ne sont pas les seuls à figurer le fœtus de cette manière, c'est-à-dire dans une ampoule, comme des adultes en réduction, on peut également citer Ambroise Paré, Jacob Rueff ou encore Giulio Cesare Aranzio.
Il faut prendre en compte la religion chrétienne et son ancienne théorie où tout être humain, fruit de Dieu, fut placé dans le ventre d’Eve dès la création du monde, et qui sont, chacun leur tour, réveillés par une fécondation. La théorie de la génération n’est pas acquise, le fœtus est un être créé par la non-spontanéité de sa génération. C’est ainsi que depuis le Moyen-Age, le fœtus est représenté comme un petit ange ou un adulte miniature, puisqu’il est œuvre de Dieu, il doit être parfait depuis le début de son existence, il est à l’image de Dieu. Selon les croyances de cette époque, “l’âme” de l’embryon, passe par trois étapes au cours de l’embryogenèse, ainsi, l’âme du fœtus passe de l’état végétatif (ou nutritif) à un état sensible (ou animal) pour terminer par un état raisonnable, signifiant la forme humaine du fœtus, c’est cette dernière phase notamment qui fait preuve de beaucoup de croyance religieuse puisque l'âme humaine est infusée par Dieu. Le temps où arrive ce dernier état est même décrit dans les récits religieux, on peut donc lire dans les écrits de saint Thomas que “La forme humaine est atteinte une quarantaine de jours après la conception pour un mâle, quatre-vingt-dix jours après pour un embryon féminin”.
C'est ainsi que les croyances eurent la mainmise sur les figurations de fœtus jusqu’au XVIe siècle, toujours bercé par des convictions chrétiennes et antiques, ne voyant aucune réelle innovation ou nouvelle perception de ce petit enfant à naître. Néanmoins, c’est au XVIIe siècle que tout va basculer scientifiquement, cela mené par l'impulsion scientifique Italienne, pays qui est pourtant le berceau de la chrétienté.

#### Une temporalité de découvertes et de conflits
Le savoir obstétrique n'émerge pas au XVIIe, en effet il est issu de longues recherches menées par des hommes mais aussi des connaissances orales transmises entre femmes durant des siècles. Si un élément diffère durant cette temporalité moderne, c’est la rédaction des connaissances obstétriques qui n’étaient jusqu’alors, que des théories masculines consignées par écrit. Le monde féminin va donc, en un seul siècle, se voir bouleversé par l'arrivée des hommes dans la pratique des accouchements et de sa science correspondante.

##### Une querelle entre médecin et accoucheuse
Depuis l’aube des temps, les médecins et chirurgiens ont toujours qualifié les accoucheuses comme des ignorantes, ne possédant aucun savoir médical, les rendant malhabiles et responsables de la forte mortalité infantile. Pour pouvoir réglementer la pratique, les médecins et chirurgiens vont se mettre à rédiger des règlements mais aussi des traités qui, se permettant de dénigrer les sages-femmes, en la reprise des connaissances anciennes et traditionnelles que les femmes ne pouvaient pas connaître mais aussi en l’utilisation d’outils qui étaient interdits à ces dernières.
La sage-femme n’est pas qu’une simple accoucheuse, elle est aussi la femme qui accueille l’enfant en ce monde, qui pratique des césariennes dans l’urgence pour sortir l’enfant du cadavre de sa mère, qui procède même à l’ondoiement religieux de l’enfant en l’absence d’un prêtre. Ses rôles sont donc multiples, la liant avec toujours plus de responsabilité, elle doit également prendre en compte le meilleur accueil de l’enfant, puisque si des malheurs arrivent dans la vie future de cet enfant, ce sera la faute de l’accoucheuse, la première qui aura tenu l’enfant dans ses bras et qui l’aura emmailloté, laissant place au marquage de son incompétence sur l’enfant, offrant au personnel médical masculin toujours plus de moyens pour les critiquer.

#### Le retour des sciences grecques
La Renaissance voit la restauration de la médecine grecque mais en un mouvement rétrograde, la médecine n’ayant pas évolué depuis Galien. Voulant éviter un pas un arrière une réforme va voir le jour, menée par un protestataire violent, Théophraste Paracelse, aussi surnommé le Luther médical qui sera alors rejoint par d’autres érudits comme Vésale. Auteur d’une division dans le milieu médical, il prétend substituer une médecine nouvelle et libre, qui ne sera plus sous l’autorité des savoirs traditionnels. Alors que cette temporalité voit émerger de nombreuses innovations telles que les procédés médicamenteux chimiques, la discipline obstétrique, quant à elle, stagne dans des connaissances anciennes et dépassées.
La masculinisation médicale eut pour effet de baisser progressivement la mortalité infantile, mais menant à une société où le masculin et le féminin devinrent de plus en plus cloisonnés. Discréditant les sages-femmes pour s’affirmer, les médecins et les chirurgiens encouragent fortement les plaintes contre ces accoucheuses, aboutissant également à une “judiciarisation” de la naissance.

#### Le corps de la femme, un sujet d’étude

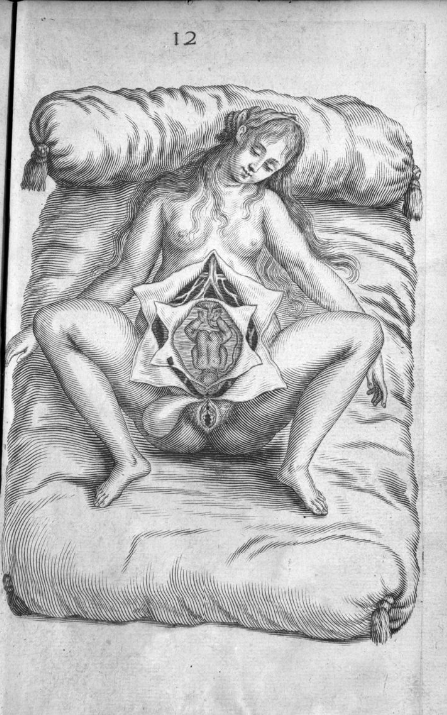
Viardel, Cosme (chirurgien). Observations sur la pratique des accouchemens, Paris, 1674. Gravure au burin d'une femme en accouchement avec son fœtus en position de sortie.

Le corps de la femme, réduit a sa forme maternelle et utérine, est un sujet qui intéresse très fortement en raison de sa méconnaissance, il se voit illustré dans de nombreux ouvrages anatomiques. Ainsi par ces images de femmes enceintes écorchées, le fœtus et la mère semblent se dissocier, laissant presque penser à une poupée insérant et retirant son enfant à volonté. Le corps de la femme semble apparaître comme un simple jouet, qui ne lui appartient plus entièrement. L’accouchement n’est donc plus seulement une étape qui doit être menée par chaque femme pour être dans les normes sociales mais une opération qu'un homme, un médecin doit mener, cela renforcé en l’idée que la femme ne peut concevoir seule, elle a besoin d’un homme pour la féconder, celui qui mettra un terme à sa grossesse par l’extraction de l’enfant pendant l’accouchement. La femme et son corps ne deviennent plus que le contenant de l’utérus, de cette matrice où l’enfant est nourri, logé et grandi en sécurité. Nous faisons face à un ascendant de la médecine sur le corps de la femme enceinte, faisant des chirurgiens, des médecins et des praticiens masculins en général, des acteurs essentiellement présents dans ce monde obstétrique lié à l’accouchement dès le XVIIe siècle. Les médecins vont alors s’efforcer à multiplier le nombre d’indices quant à la grossesse mais ils vont surtout chercher à retirer aux femmes ce privilège du savoir obstétrique qui leur était réservé, quitte à les mettre de côté.

### L’âge d’or de l’obstétrique
Cette période est la conséquence d’un âge d’or de la dissection lancé dès le XVIe siècle mais atteignant son apogée au XVIIe siècle. Cette science, développée dès l’antiquité fut redécouverte à la Renaissance, rompant ainsi les liens avec les théories antiques jusqu’alors accepter sans remise en question. Grâce à ces dissections humaines mais aussi grâce à l'imprimerie, ces études furent rapidement enrichies et diffusées sur tout le continent Européen, fondant une physiologie moderne, à une époque faisant un nombre de découvertes équivalant au XIXe siècle.
Les études anatomiques ne sont pas aisées, il est difficile de se procurer des corps légalement, cela enlace aussi les conditions de travail médiocres dans lesquelles doivent agir les scientifiques, c'est-à-dire avec une odeur et une hygiène déplorable. Vers les années 1670, une nouvelle dimension est prise quant à l’étude anatomique, plaçant le corps comme sujet d’une "curiosité mécanique” méprisée, cela mené par des études chimiques et physiques, menées par Descartes. Le XVIIe siècle est donc marqueur de cette nouvelle pensée philosophico-anatomique, menée par Descartes dans ses deux récits majeurs nommés Discours de la méthode et Traité de l’Homme, qui vont inscrire ce mouvement de l’homme-machine dans l’histoire anatomique. Dans un premier temps Descartes va garder le silence sur le sujet foetal, attendant la fin du XVIIe siècle avec son écrit Description du corps humain. Ce récit, comportant une partie sur la formation du fœtus, passe alors en revue la formation des organes, s’inspirant des connaissances de son temps et des écrits d’autres hommes de science tels que le médecin Jean Fernel. Son interrogation porte surtout sur le moment de l'acquisition de l'âme de l’enfant dans le ventre de sa mère, questionnement encore très classique au XVIIe siècle. Il apporte d'ailleurs sa propre réponse vis-à-vis de ce problème dans lequel il place cet instant dans les premiers instants de vie de l’enfant. En outre, pour le mathématicien Descartes, l’âme n’est pas le mécanisme qui va donner vie au corps, mais elle est unie à la chair dès que la vie est là, à un moment de la seule connaissance du divin.

#### L’émergence des illustrations
Dès 1543, les illustrations des traités anatomiques sont rendues célèbres grâce à l'œuvre d’André Vésale, De humani corporis fabrica, qui grâce à ses nombreuses planches, rend incontournable l’intégration d’illustration grâce aux gravures de Vecellio Tiziano ou de son élève. Les gravures sont ainsi rapidement devenues le moyen d’illustrer un ouvrage, de devenir le support visuel de la connaissance scientifique, médicale mais permettent aussi d’illustrer la structure interne du corps, menant à une diffusion des savoirs liés au corps, essayant de se détacher des règles picturales établies par les statuaires antiques. C’est dans ce cadre que va émerger en 1543 le premier traité anatomique des formes, d’anatomie artistique, réalisé par le peintre graveur Albert Durer pour mettre des règles autour de ces gravures.

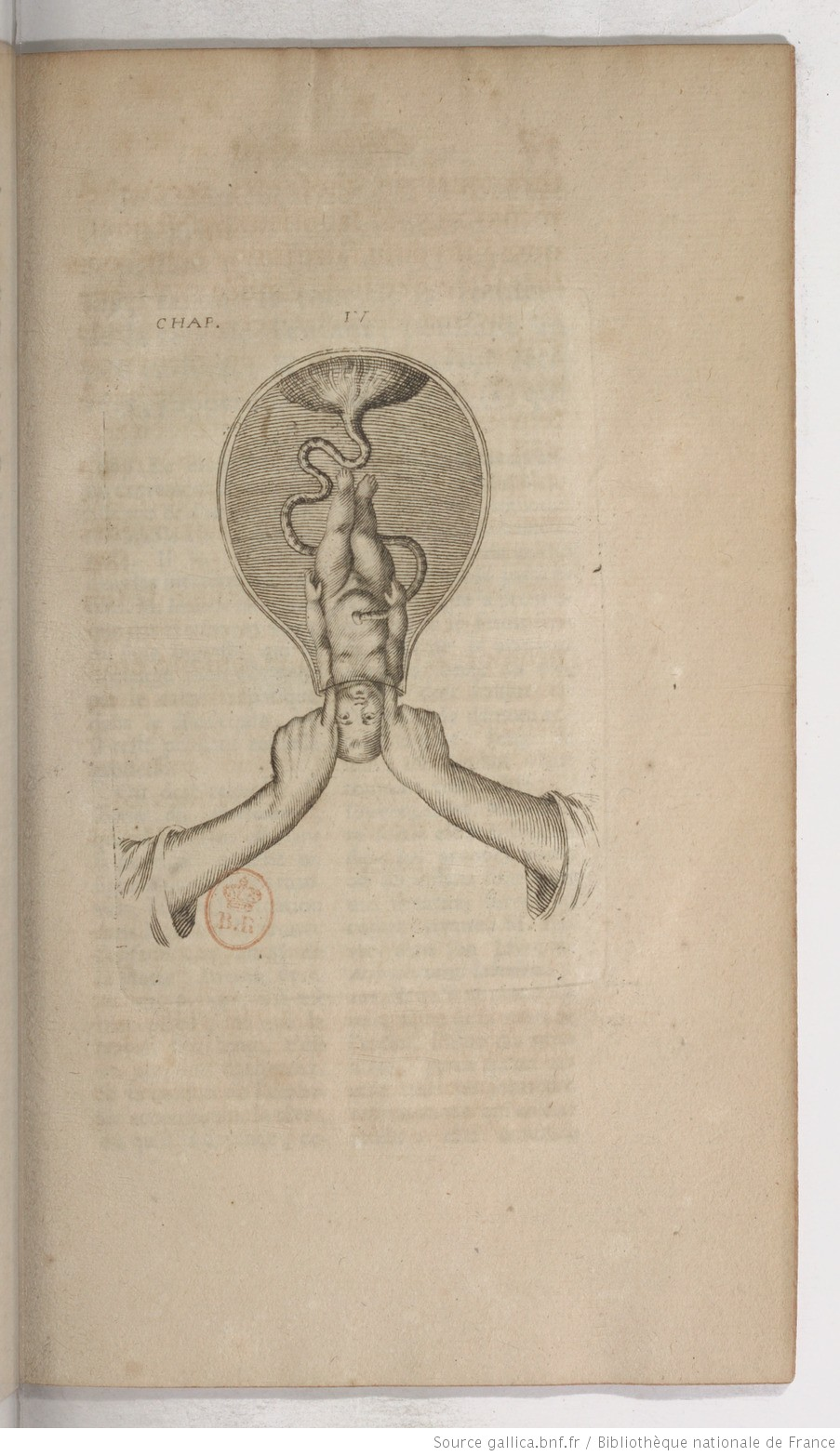
Viardel, Cosme, Observations sur la pratique des accouchemens, naturels, contre nature, & monstrueux. Avec une Méthode très-facile pour secourir les femmes en toute sorte d’accouchemens, sans se servir de crochets, ni d’aucun instrument, que de la seule main... Avec un traité des principales maladies qui arrivent ordinairement aux femmes et aux filles et des maladies des mammelles..., Paris, 1674. Monographie imprimée, p.74. Sortie d'un fœtus avec l'aide de deux doigts.

Le début de l’époque moderne est caractérisé par une activité scientifique qui essaye de se détacher du contexte historique et social de toute connaissance, ainsi les scientifiques s’approprient les savoir antiques et issus du Moyen-Âge pour en acquérir l’expérience. Bien que cette période essaye de faire évoluer son savoir, elle reste très attachée aux connaissances antiques, n’arrivant pas à ignorer les connaissances traditionnelles et religieuses. Dans ce contexte, les connaissances sur le sujet restent cantonnées à celles d’Hippocrate, émettant la théorie de la double semence (mâle et femelle) qui s’associe pour former un individu par le mélange des deux semences. Ainsi la distinction du sexe est également décrite par Hippocrate, avec une différence de sexe qui serait perçue dès le trentième jour pour le garçon et le quarante-deuxième pour la fille. De même les mouvements de l’enfant seraient déterminés par son sexe, le fœtus masculin se mouverait dès le troisième mois et le fœtus féminin uniquement dès le sixième mois.
Bien que certains praticiens arrivent à changer un peu les mentalités, un médecin va réussir à faire évoluer la pratique, François Mauriceau avec son premier traité : Traité des maladies des femmes grosses et de celles qui sont nouvellement accouchées . Dans la lignée de François Mauriceau, les illustrations de l’ouvrage de Cosme Viardel illustrent le fœtus dans son ouvrage Observations sur la pratique des accouchemens, [...] des maladies des mammelles.. figure un enfant avec le cordon ombilical et au placenta dans un utérus, ce dernier changeant de forme suivant les mouvements de fœtus pouvant s’allonger ou s’arrondir, le médecin est présent par sa main qui sort l’enfant à la seule force de sa main.
Les images de fœtus, dans les corpus médicaux sont ainsi distinguées en deux figurations distinctes, la plus fréquente étant au moment de la naissance, comme c’est le cas sur celui de Cosme Viardel ou encore d'Eucharius Rosslin qui illustrent leur fœtus en apesanteur dans une matrice en forme de poire ou d’ampoule. Les figures les plus rares quant à elles sont pendant la gestation, que l'on peut par exemple voir dans les figurations avec la figure de la femme enceinte.
Bien que ces deux figures soient distinctes, la figure de l’enfant est toujours tel un enfant à terme qui  est sur le point de sortir, cela à tout temps de gestation. Ces planches présentes dans les traités anatomiques sont avant tout des mises en scène esthétisantes qui répondent certes à des codes de représentations de fœtus, significatifs des tendances de cette époque, mais notifiant d’autant plus un but illustratif remplaçant le but premier de ces images scientifiques qui étaient réellement utilisable dans la pratique d’un accouchement. Ces gravures grotesques sont ainsi en quelque sorte des repères mnémotechniques pour les accoucheurs qui doivent aider la patiente à l’aveugle.
Beaucoup de supports artistiques ont su transposer des images anatomiques et obstétriques, ainsi la gravure transférer les dessins creusés sur un support cuivré sur un papier, la peinture quant à elle pose le dessin de l'artiste directement sur une toile, quant aux modelages, les divers matériaux utilisés donnent comme de la dimension et du volume au sujet représenté. De ce fait les divers créateurs et artistes, utilisant chacun leur technique et savoir-faire pour mettre en œuvre le corps et montrer son intérieur au spectateur.

#### Une illustration intégrant le touché
La femme en son temps de grossesse est un sujet d’études qui se modèle en différents supports, appelant ses figurations à l’expérience de la matière et de son support, faisant appel au sens du toucher et de la vue. C’est dans ce cadre qu’un philosophe et anatomiste allemand originaire d’Ulm, Johann Remmelin, va créer un moyen de figurer cette anatomie en dissection sur planche mais cela faisant également appel au toucher, appelant le spectateur à intégrer cette étude de lui-même en procédant au dépouillement des différentes couches organiques de la femme. Imprimé pour la première fois en 1619, ces planches présentées dans le Catoptrum microscosmicum sont une catégorie intermédiaire entre la planche, un support plat, et le relief, cela en la superposition de planches permettant une domination successive d’un corps, telles une dissection en direct ou une autopsie. Ces planches permettant donc d’ouvrir et de rabattre différents volets, suivant que ce l’on désire voir, de ce fait le spectateur peu de lui-même entrer plus ou moins dans les profondeurs du corps humain ce qui fait de ces planches des outils pédagogiques sans contestation, rappelant de ce fait leur destination, en un milieu universitaire et étudiant.

#### Les représentations pathologiques
Les pathologies et les malformations sont avant tout sous la responsabilité de la mère, qui par son imagination et ses sens peut affecter la forme et l’esprit du fœtus. De ce fait, il faut attendre la seconde moitié du XVIIIe siècle pour que les croyances populaires se distinguent enfin des convictions et des études médicales au niveau des anomalies. C'est-à-dire que pendant le XVIIe siècle et surtout à sa fin, il n’y a pas encore de moyen de lutter contre ces effets de l’imagination et cela malgré les études menées par des érudits et retranscrites dans leur traité sur les maladies des femmes.
Le premier qui va choisir de vraiment traiter les pathologies anormales, c'est Ambroise Paré, qui dès l’année 1573 son vingt-cinquième livre nommé Des monstres et prodiges, retrace une description de ces monstres, jusqu'à leur cause, de ce que la mère à du imaginé ou faire pour résulter sur un enfant monstrueux. C’est donc dans ce contexte des pathologies et des recherches menées pour trouver une explication que de multiples gravures vont figurer des anomalies, permettant aux étudiants de faire face à des situations monstrueuses.

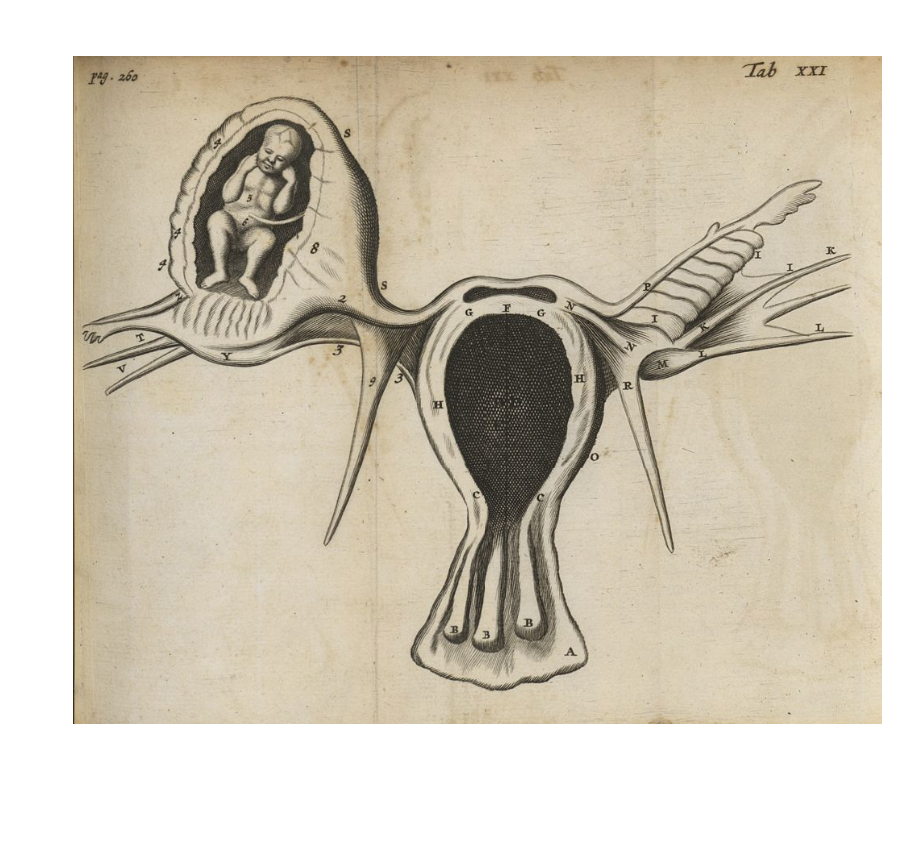
Graaf, Regnerus de, De Mulierum Organis Generationi Inservientibus, Leyde, 1672. Gravure représentant une grossesse extra-utérine.

C’est bien avant la découverte de sa théorie occulte que le docteur de Graaf figure déjà une grosses extra-utérines, étant persuadé de cette théorie ex ovo omnia lancée par Harvey. De Graff figure alors une gravure représentant cette fameuse grossesse extra-utérine. C’est une première dans les figurations pathologiques qui semble fondé par des théories scientifiques. La représentation du fœtus n’est pas cohérente, l’enfant recroquevillé sur lui-même est parfaitement formé, bien qu’il soit de la même taille que l’utérus vide. Nous voyons que l’enfant ne respecte pas une échelle proportionnée, témoignant de la volonté schématique de la gravure et non pas réaliste.
En outre, ces représentations, destinées à un public étudiant ou éclairé, n'ont pas l’ambition d'être réalistes mais uniquement de figurer des pathologies et des repères pour que les praticiens, qui ne peuvent alors pas voir le fœtus directement à travers le ventre de la mère, puissent se guider dans leur pratique. De plus, avec la gravure de De Graaf, nous retrouvons ces mêmes figurations de l’angelot, flottant dans la matrice, qui que plus précis par le cordon ombilical et le positionnement de l'enfant, qui reste un enfant à terme. Cela peut s’expliquer par l'enseignement artistique de cette époque qui n’ayant appris à dessiner les enfants que de cette unique manière ne peut l’imaginer autrement et cela malgré les dissections effectuées par le médecin Reinier De Graaf.

### Le remplacement de la dissection

#### Le cadavre, objet de dégoût
C’est au cours du XVIIIe siècle que le cadavre devient de plus en plus une source de répulsion, les érudits refusant cette vision de la mort, menant à une hostilité non dissimulée face à l’autopsie et à la dissection en général. La cruauté sur le corps du défunt reste ancrée dans les esprits, menant au refus presque systématique de l’époux quant au droit à l’autopsie sur le corps de sa femme morte en couche, refusant de le confier à un accoucheur cruel. L’anatomie devient un art barbare, un art boucher à qui les amphithéâtres de dissections, auparavant remplies, deviennent vides par leur aspect insupportable.
Nous pouvons ainsi dire que la “dissection n’est plus à la mode” en ce siècle des Lumières mais tout de même nécessaire pour les érudits continuant leurs études. Malheureusement, les corps deviennent de plus en plus rares, cela étant renforcé par des convictions étudiantes et artistiques qui interdisent cette pratique. Engendrant alors un fort commerce noir, ou encore des vols de cadavres dans les cimetières. Ce commerce touche d’autant plus les corps des femmes enceintes ou de nouveau-né qui sont les corps les plus recherchés. Cette vente de cadavre est d’autant plus tournée sur le corps d’enfant et de fœtus, qui sont des êtres beaucoup plus simples à acquérir que le corps d’une femme adulte par exemple. Bien que choquant, ce marché n’est pas exceptionnel à la période mais se voit désormais dissimulé.

#### Les vénus anatomique

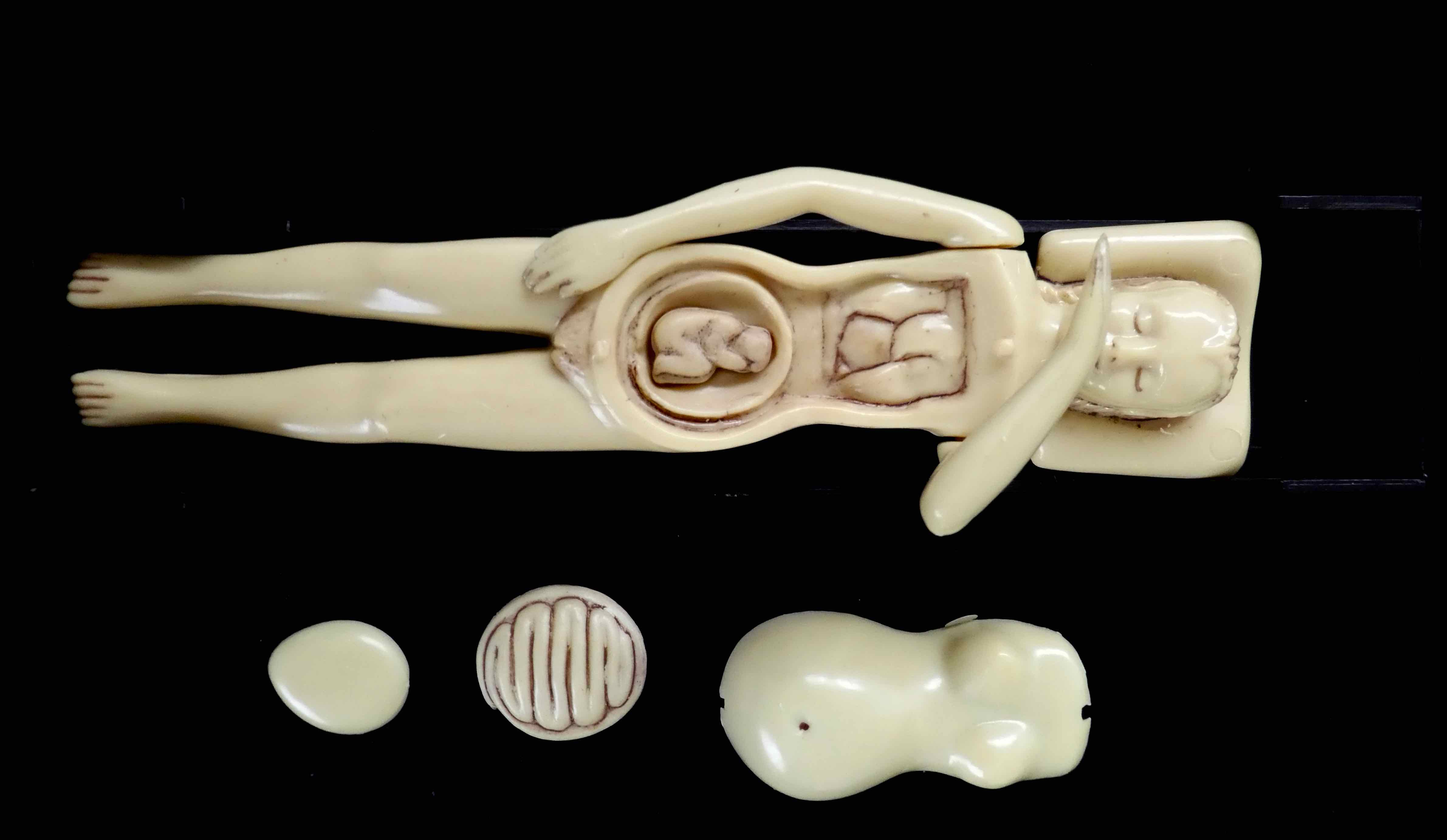
Vénus anatomique en ivoire, réalisé dans l'atelier de Stephan Zick à Nuremberg au XVIIe siècle. Le ventre, ainsi que différentes pièces liées au fœtus et l'utérus sont amovibles. Conservé à l'Académie Nationale de Médecine de Paris.

Les vénus anatomiques, aussi nommées mannequins anatomiques, sont des figures humanoïdes représentant des corps aussi bien féminins que masculin allongés côte à côte. Ces poupées à l’anatomie simplifiée furent fabriquées par deux, voire trois pays européens, ainsi l’Allemagne, l’Italie et la France furent les grands artisans de ces objets.. Ce fut l’Italie, précurseur anatomique qui ouvrit la voie à ces petites représentations anatomiques, ce que les sculpteurs bavarois vont vite imiter, rendant de ce fait les modèles allemands les plus connus d’Europe. Il est impossible de savoir les quantités qui se sont vendues et qui ont circulé dans toute l’Europe mais nous pouvons dire que ces poupées furent produites massivement. Ces poupées rudimentaires ont l'avantage d'être tridimensionnelles, permettant à l’utilisateur d’allier le toucher et la vue dans les manipulations de ces objets, permettant une dissection illimité.
Ces Vénus anatomiques ont ainsi été réalisées dans le but de répondre à une curiosité plus que montante d’un public éclairé qui souhaite en savoir plus sur le corps que chaque humain possède. C’est ainsi que nous observons pendant la seconde moitié du XVIIe siècle une multiplication de ces mannequins corrélé à la montée des cabinets de curiosités qui viennent d’émerger partout en Europe. Cette tendance explique ainsi la fréquence de représentation du couple homme-femme de ces mannequins qui veulent témoignent des différences anatomiques entre les deux sexes, étude qui est au centre des préoccupations de cette temporalité, cela explique par ailleurs la fréquence des poupées de femme enceinte, voulant illustrer cette différence entre les sexes par le statut reproductif et du temps de gestation que seules les femmes peuvent vivres. Cependant par leur petite taille, se comprenant entre 12 et 24 cm, et leur réalisation variable, c’est pourquoi les proportions ont du mal à être respectées, le foie et la vessie sont souvent mis de côté, n’ayant pas la place de les insérer dans ces mannequins. Leur acquisition est difficile d'accès pour les sages-femmes qui sont donc encore une fois marginalisées de l’utilisation d'outils pédagogiques et de l’apprentissage d’une anatomie globale.
Ces poupées sont un véritable témoignage du progrès anatomique de cette époque, en particulier de la seconde moitée du XVIIe siècle, témoignant d’une curiosité montante d’un public éclairé. Ce fut donc une sorte de première collaboration entre science anatomique et artisanat qui vit le jour sous la forme de ces poupées. Cependant ces objets sont vite devenus des œuvres d'expositions ne possédant plus de prétention pédagogique.

#### Les cires anatomiques

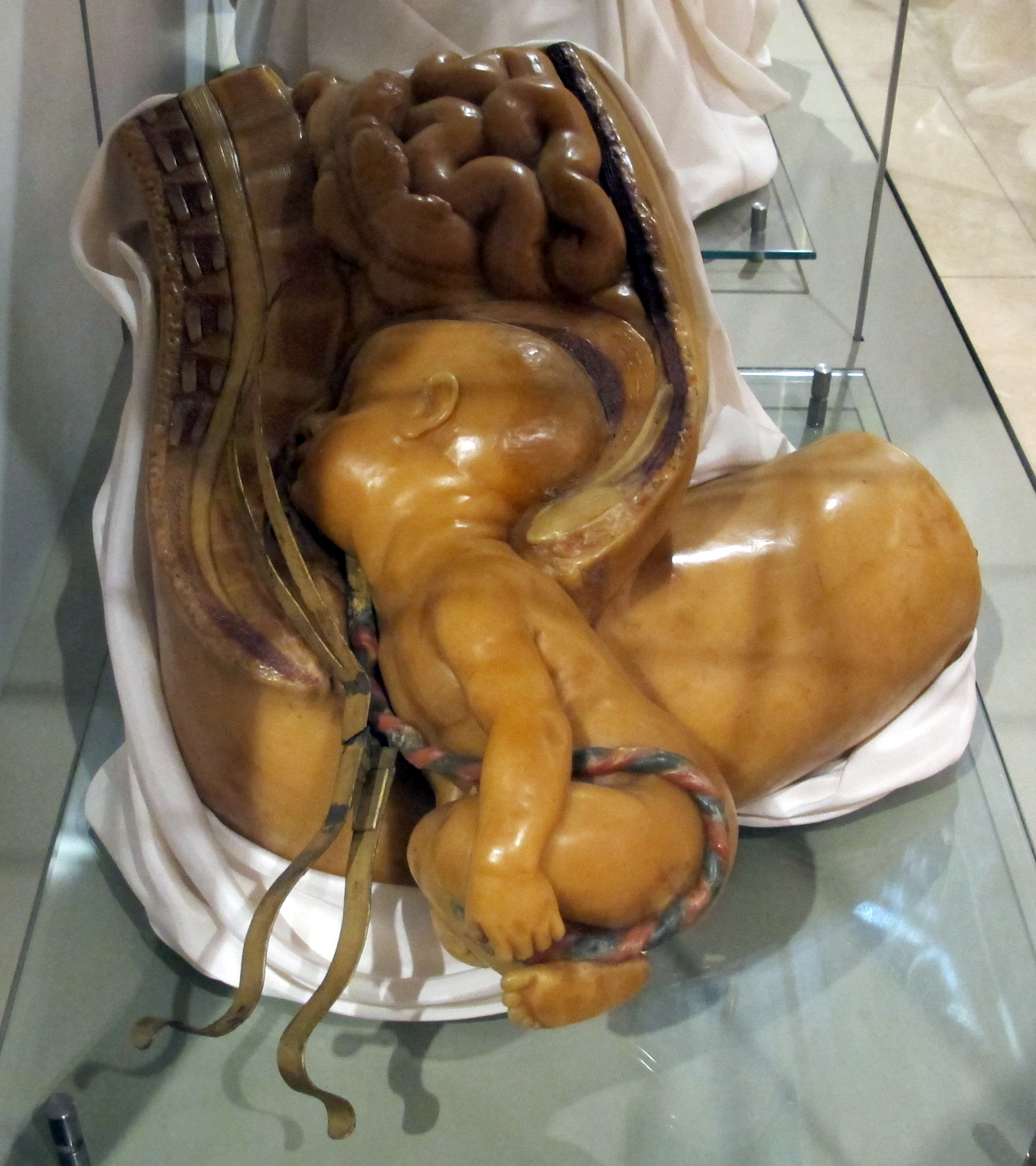
Modèle en cire d’un accouchement avec des forceps, réalisé par Giuseppe Ferrini et/ou Clemente Susini vers 1771. Conservé au Musée Galileo à Florence

Bien avant la résine synthétique, les cires anatomiques colorées sont vite devenues les créations les plus élaborées, dotées d’un réalisme scientifique presque photographique, qui par leur tridimensionnalité en est supérieur à la gravure. Ces créations artistes saisissantes fabriquées en ce XVIIIe siècle, considérées entre chef-d'œuvre artistique et anatomique ne furent jamais égalées après cela. La cire anatomique fait passer l’anatomie d’un corps disséqué à un substitut, à une anatomie artificielle permettant sa découverte et sa redécouverte à volonté sans contraintes hygiéniques.
Dès le XVIIe siècle nous trouvons des fabrications anatomiques en cire, cela étant mis en lien avec le développement de la science anatomique dans les écoles italiennes, telles que Padoue, Bologne ou encore Florence. Ces modelages sont des outils pédagogiques accompagnant l’enseignement pratique de la médecine et du corps tout en conservant leur fonction première, la pérennisation de la dissection tout en remplaçant le cadavre sujet à une conservation difficile. Dans la fabrication, les Italiens se démarquent par leur précision, continuant dans leur tendance de la maîtrise anatomique et ce, en tout point. Scientifiquement ces outils sont très utiles dans l’affirmation de propos, étant par la même occasion utilisés dans la démonstration des amphithéâtres d’anatomie italien, tel que celui de Padoue.
Le plus ancien modèle de cire fabriqué daterait alors de 1594 en une préparation sculptée ou réalisée à partir d’un cadavre humain seringué, tel que la femme enceinte réalisée par Desnoues au XVIIe siècle. Par cet outil, l’immontrable peut être mis en spectacle, un accouchement ou une trépanation peut donc être présentée sans douleur et sans côté sanglant. Pour pouvoir réaliser ces pièces anatomiques, il est nécessaire d’obtenir une collaboration entre artiste et scientifique, ainsi l'artiste sculpteur, assistant à plusieurs dissections de l’anatomiste va utilisé un moule en plâtre qui fut posé sur le corps disséqué, coulant par la suite différentes couches de cire colorées pour mener à ces bijoux polychromes, ressemblant en tout point à un véritable corps.
Si les cires commencent à être fabriquées au XVIIe siècle, c’est bel et bien au XVIIIe siècle que ces dernières vont vivre un véritable apogée, devenant une tendance à suivre tant dans le monde médical que mondain. Le dévoilement du corps et de son contenu interne est autant le résultat d’une allégorie mortelle que d’un désir d'esthétisation macabre.
Parmi les collections les plus célèbres touchant à la discipline obstétrique, deux collections italiennes se démarquent par leur ombre et leur qualité. Premièrement celle du Musée La Specola à Florence, créée par Pierre-Léopold, grand-duc de Toscane, qui confie l’administration à l’anatomiste Felice Fontana. Cette collection comprend notamment les œuvres de Clemente Susini et surtout sa Vénus qui retourne le cœur à plus d’un spectateur.

##### galerie de représentation

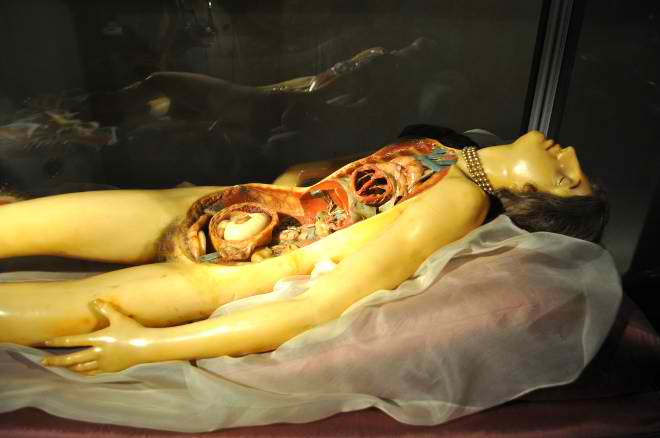
Cire anatomique réalisée par Clemente Susini dans les années 1770-1780. The Venerina est inspiré de la Vénus de Médicis. Modèle en cire d’abeille qui possède des parties amovibles.
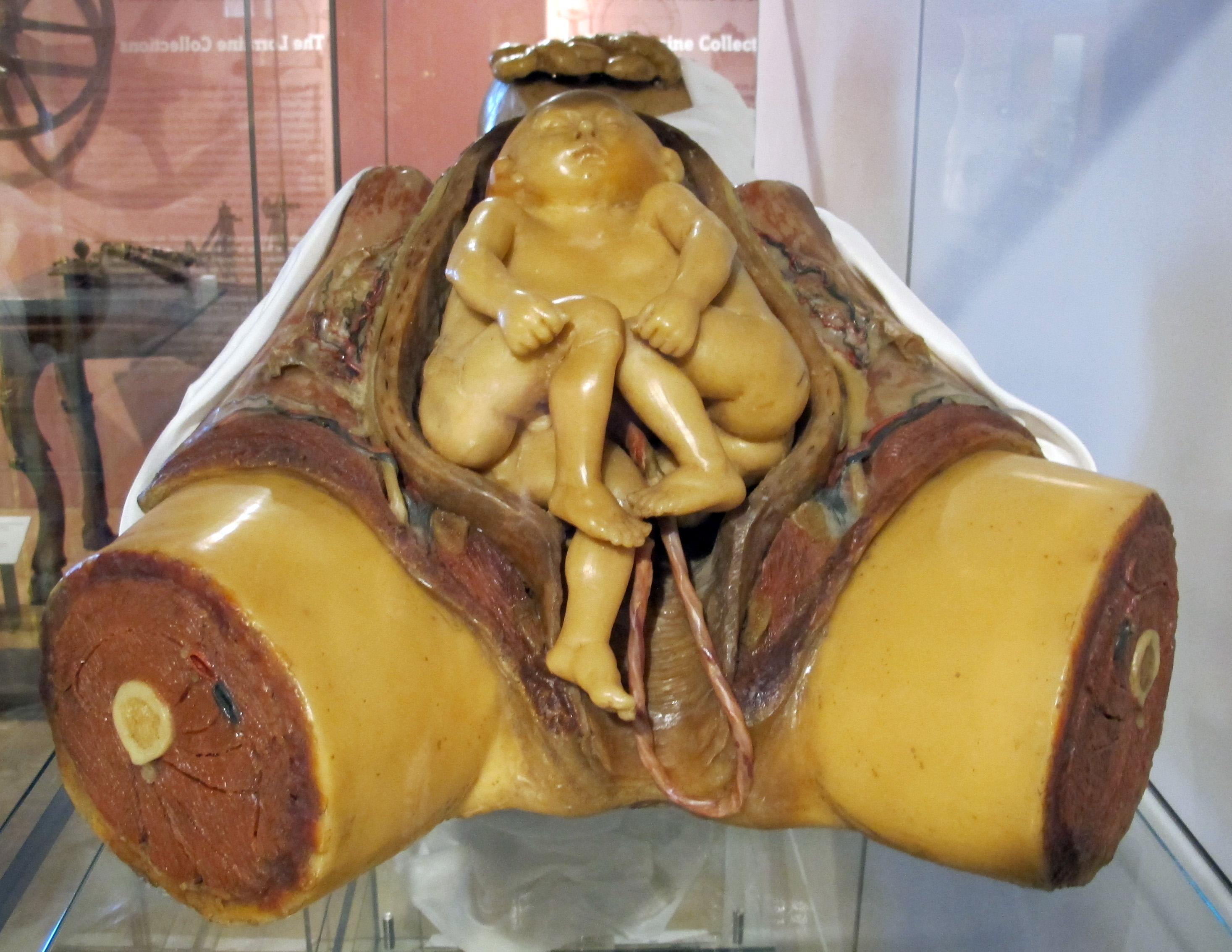
Modèle en cire, réalisé par Giuseppe Ferrini et/ou Clemente Susini
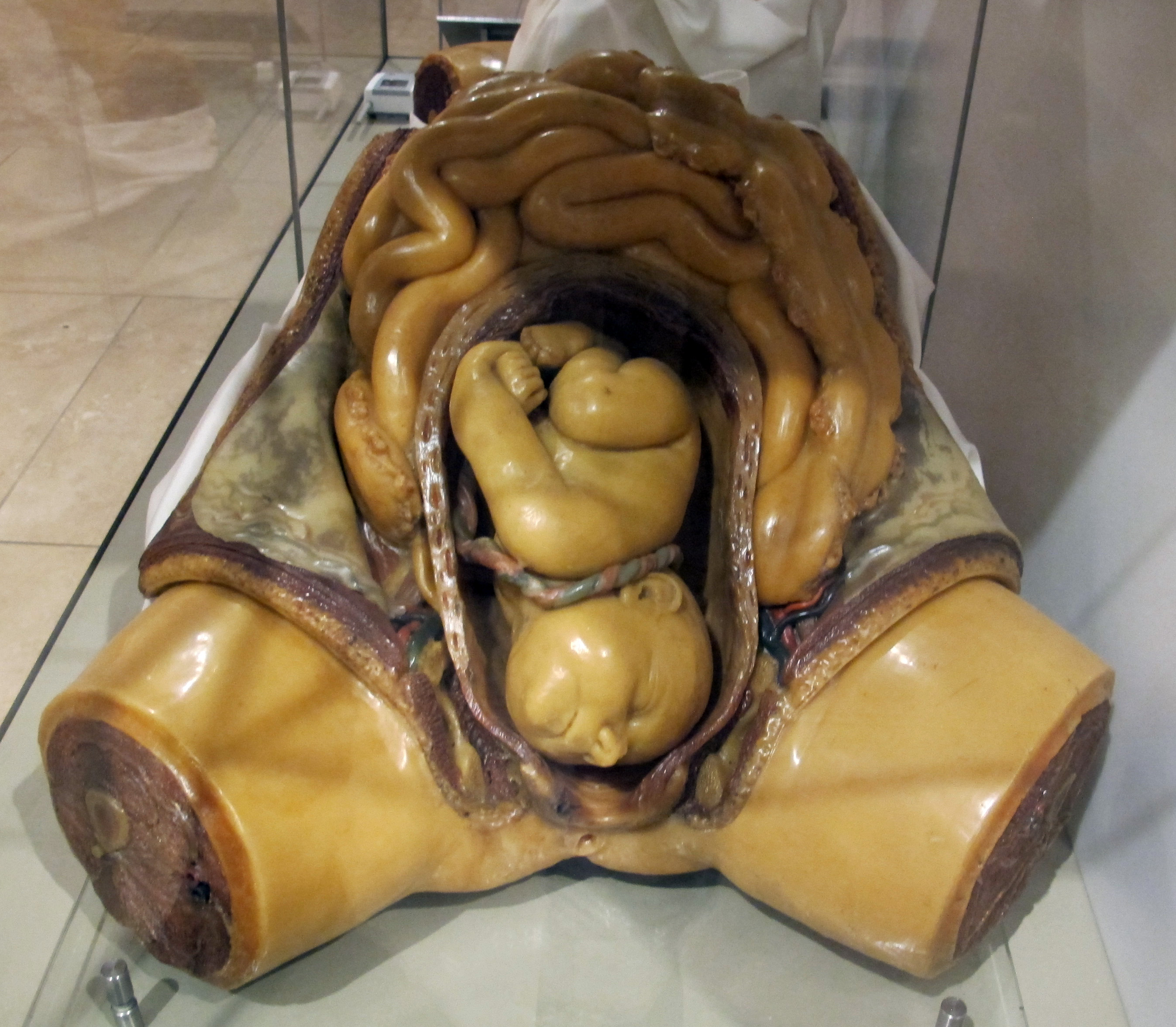
Modèle en cire, réalisé par Giuseppe Ferrini et/ou Clemente Susini
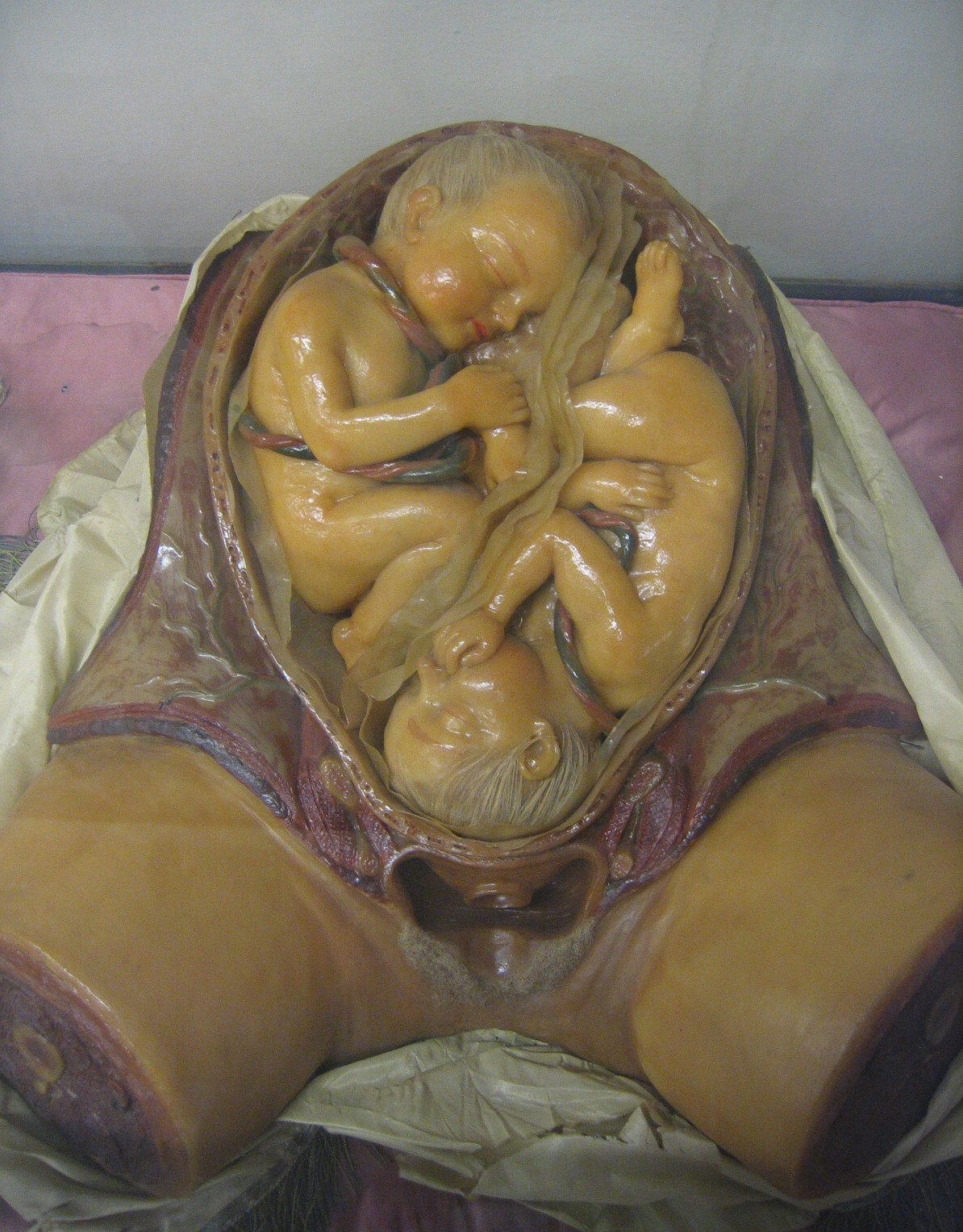
Cire anatomique de jumeaux dans l’utérus, réalisé par Clemente Susini dans les années 1775.
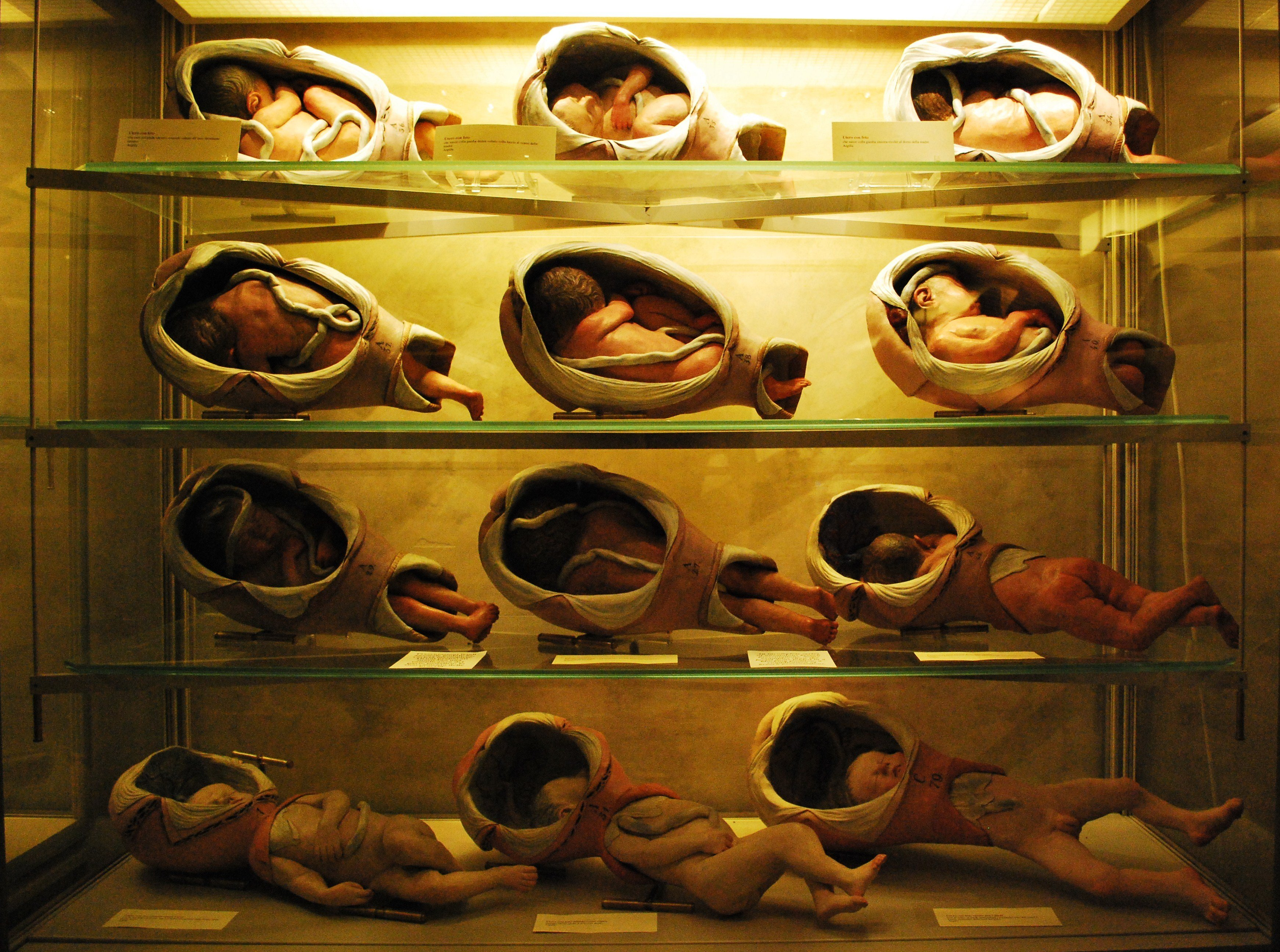
Modèles d’utérus en argile, lors d’un accouchement. Réalisé par Giovanni et Anna Manzolini dans les années 1750.

#### Les mannequins pédagogiques

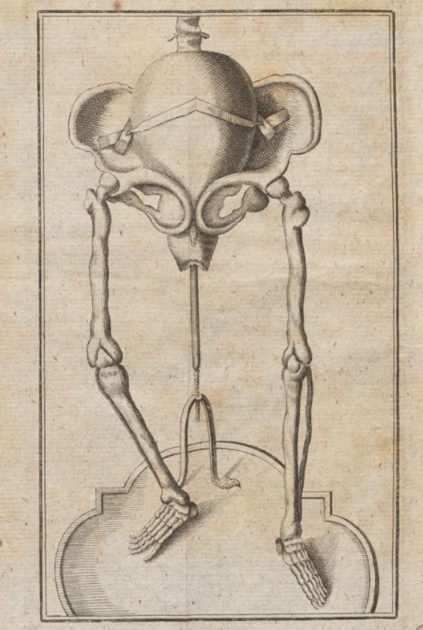
Première représentation d'un mannequin pédagogique par Friedrich Börner composé d'un véritable bassin humain, auquel est ajouté un utérus gravide possiblement fait de cuir, permettant de garder une certaine souplesse mais aussi d'établir la forme sphérique de l’objet.

Les mannequins pédagogiques sont nés d’un besoin pédagogique émergeant. Ils sont conçuent bien avant 1760 grâce a la necessité de l’enseignement de sage-femme à la campagne. En effet, sous cause de l’inexistence de clinique en dehors de Paris et de Strasbourg jusque dans le milieu du XVIIIe siècle, l’apprentissage et l’enseignement reste difficile, poussant à la mise au point d’un autre format d’apprentissage qui peut toucher un public féminin n’ayant accès qu'à un nombre de livres limité. Ces objets possédant des qualités médicales dotées de plusieurs appellations telles que “machine” ou encore “fantôme” sont bien fabriqués dans un souci pédagogique mais aussi d’un point de vue plastique, donnant de la dimension au corps de la femme enceinte, le rendant praticable et sensible au toucher, lui permettant une manipulation concrète pour l’exercice de l’accouchement.
Les premiers mannequins sont fondés dès le début du XVIIIe siècle dans l’utilisation exclusive des professeurs de faculté de médecine et de chirurgie qui peuvent démontrer les pratiques et de ce fait assurer leur cours. De nos jours, nous ne savons toujours pas qui fut le premier à avoir eu l’idée de ces mannequins mais nous pouvons néanmoins trouver leur première trace dans un manuel obstétrique suédois. L’ouvrage de Johan Van Hoorn écrit en 1715, nous décrits un bassin de femme avec ses membres inférieurs qui serait accompagné d’une poupée en cuir rembourré. L’utilisation de ce mannequin aurait alors débuté dès le début du XVIIIe siècle.
Dès le milieu du XVIIIe siècle, les créateurs de mannequins français et italiens s’orientent dans la construction de machine avec un utérus en verre ou un à quelconque matériel transparent, permettant la correction des pratiques grâce à la vue directe sur la manipulation de l’élève, mais aussi par le démontant et le nettoyage de l’objet beaucoup plus aisé, cependant ces instruments restent fragiles par le choix de ces matériaux.
Par différents mannequins provenant de différents pays européens, nous assistons à un moment de coopération dans les sciences médicales à l'échelle européenne, donnant à l’obstétrique une dimension internationale et surtout une évolution rapide des pratiques qui se traduit notamment par un perfectionnement des supports. La construction de ces machines se pose alors sur deux préoccupations principales, la praticité de l'objet qui va mener à une instruction réelle mais aussi par la réalité de l’objet qui se doit d'être pourtant le plus schématique possible.

##### Angélique du Coudray et ses mannequins

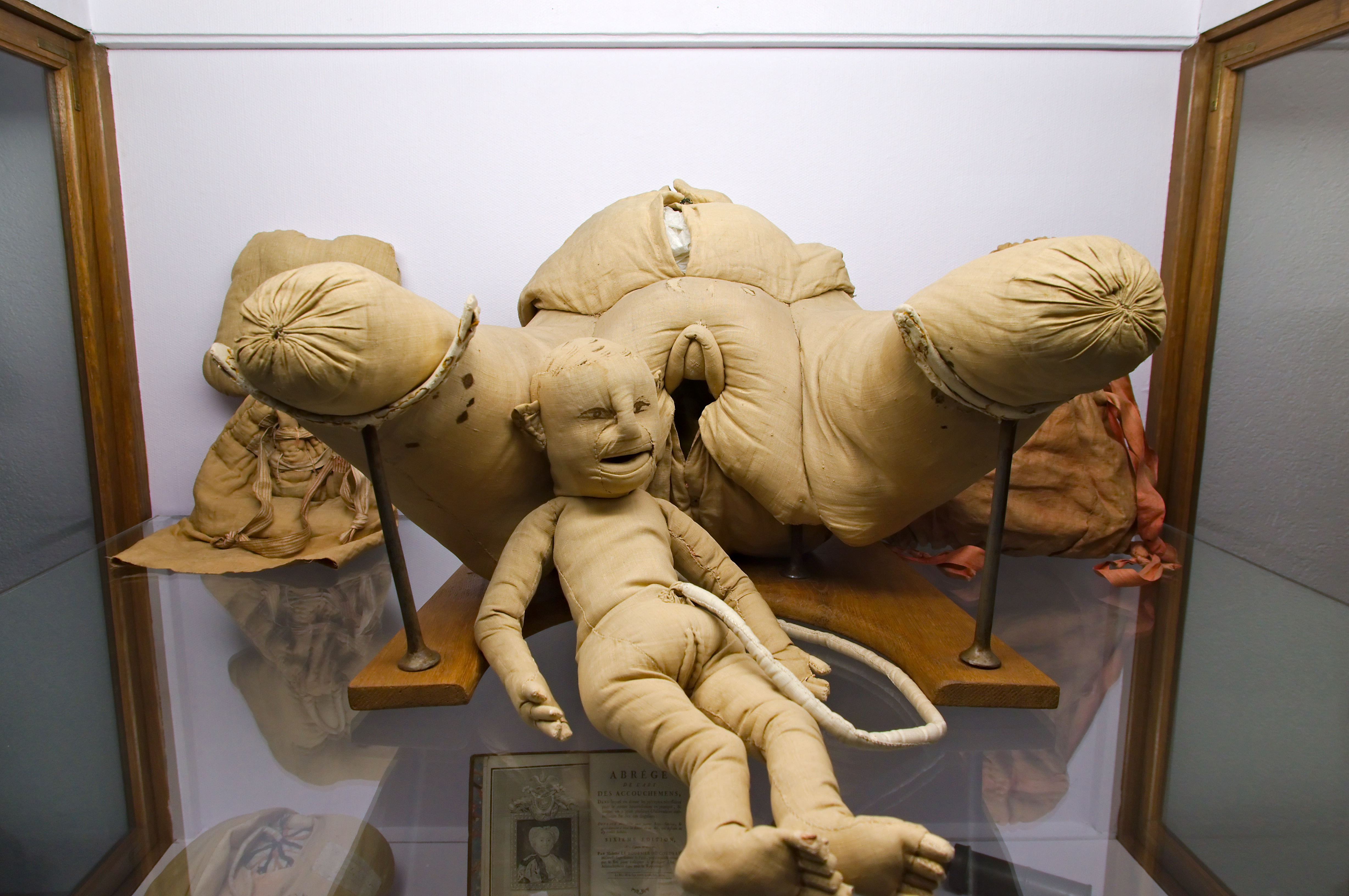
Mannequin pédagogique d’accouchement, réalisé par Angélique du Coudray dans les années 1759.

Angélique du Coudray, possède le mérite d’avoir innové la technique de fabrication de ces machines. Choisissant des matières souples et colorées, elle réussit à figurer une grossesse la plus réaliste mais également les différents positionnements de l’enfant et diverses étapes liées à l’accouchement ou à la discipline obstétrique.
Sur les cinquantaines de machines issues de ses pensée, seulement un mannequin a traversé les âges pour parvenir jusqu’à notre époque, cela menant donc à un manque d’information. Le fantôme de du Coudray s’appuie alors sur deux principes, celui de faire travailler les élèves sur un matériel simple, facilement manipulable et tout de même élaboré pour instruire au maximum de sage-femme en campagne. Pour prendre en considération ce dernier point, Du Coudray prend la décision de donner des leçons claires tout en restant brève, cherchant à “parler aux yeux” et au touché, ce qui lui en valut un fort dénigrement des chirurgiens et des médecins, jalousant son invention pédagogique.

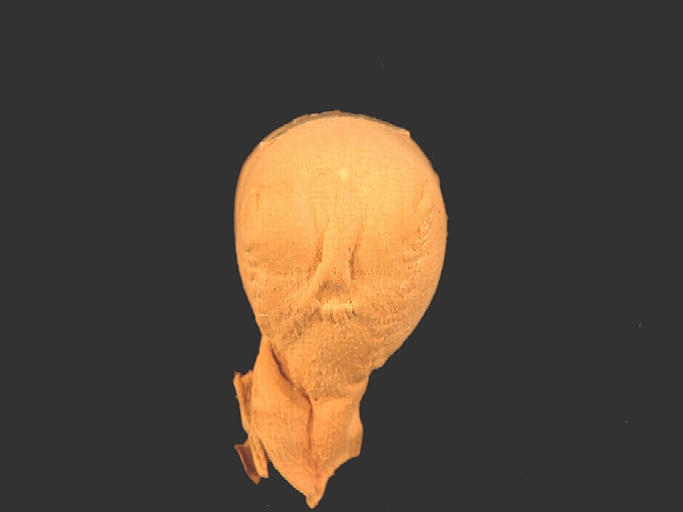
Mannequin pédagogique de tête de fœtus en putréfaction, réalisé Angélique du Coudray dans les années 1759. Confectionné de peau, coton et parchemin

Cette volonté d’Angélique du Coudray de fournir des supports de démonstration manuelle et visuelle par cet outil, cela se vérifie encore plus dans la réalisation de tête foetale représentant différentes situations. Encourageant les sages-femmes à l’apprentissage de toutes les pathologies, les faisant manipuler des cas graves et précis, témoignant une volonté de prouver à la société et au monde médical qu’une sage-femme, même venant d’un milieu campagnard peut pratiquer des manœuvres dangereuses et reconnaître les cas les plus spécifiques par son touché qui est encore très peu accessible chez les praticiens masculins.
Toutes ces machines, Angélique y travaille seule dans un premier temps, recevant tout de même l’essentiel des pièces de la capitale, elle est celle qui assemble le tout et les instaure dans la composition. Cependant, à la suite du succès de ces machines, un atelier spécialisé dans les mannequins va rapidement ouvrir dans les années 1760, permettant une commercialisation de ces fantômes et leur utilisation massive sur tout le territoire français. Les mannequins d'Angélique du Coudray sont des véritables marqueurs sur les connaissances liées au fœtus.

### L’alliance de l’art et de l’anatomie

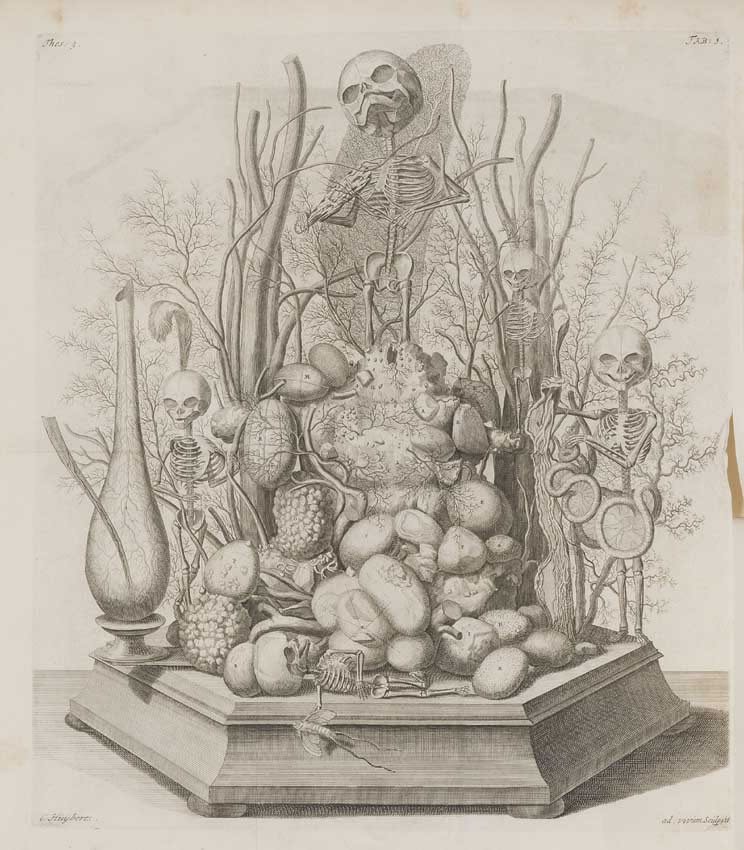
Ruysch, Frederik, Thesaurus anatomicus primus, Amsterdam : J. Wolters, 1701. Composition de squelettes foetaux de tous âges. C'est une sculpture d’art réalisée avec des organes humains et des squelettes foetaux dans des positions élégantes ou mélancoliques. Gravure réalisée par Cornelius Huyberts.

L’art s’est vite approprié l'anatomie, l'esthétisation, une iconographie et une mise en scène. Ces gravures anatomiques et obstétriques sont alors devenues autant utilisées dans la formation artistique que dans les apprentissages médicaux, tous deux doivent connaître le corps sous toutes ses formes, l’artiste pour réaliser des bonnes proportions corporelles, le médecin pour découvrir la pathologie de ses patients. Les cires sont ainsi devenues un art hybride, entre médecine et sculpture, esthétisant macabrement la mort utilisée pour sauver des vies. Les cires sont une parfaite illustration d’une collaboration entre art et médecine, le corps étant corrigé par le regard de l'artiste, mais pouvant mener à des conflits entre savoir et esthétique.
L’art, s’appropriant les savoirs mais aussi les sujets anatomiques, se mit à confectionner des œuvres macabres, utilisant la mort et le sujet foetal comme thème, menant à des compositions tragiques. Un intérêt esthétique des fœtus va se développer, notamment pour un public profane qui a découvert comment l'espèce humaine est engendrée. Le fœtus devient alors aussi bien sujet que matériaux à la suite de la course aux dissections qui a eu lieu pendant cette période d'émergence anatomique, son petit corps et plus particulièrement son squelette devient alors un sujet de choix pour des compositions plus macabres les unes que les autres. On retrouve notamment cette forme d'utilisation dans les autels macabres mis à la mode par l'anatomiste hollandais Frederik Ruysch au début du XVIIIe siècle.
Bien que le public profane soit la cible de ces représentations macabres, une fusion de cet art et de la religion va tenter de se faire, d’autant plus dans un sujet qui touche la chrétienté, marquant la fin et le début de la vie par ses divers sacrements.

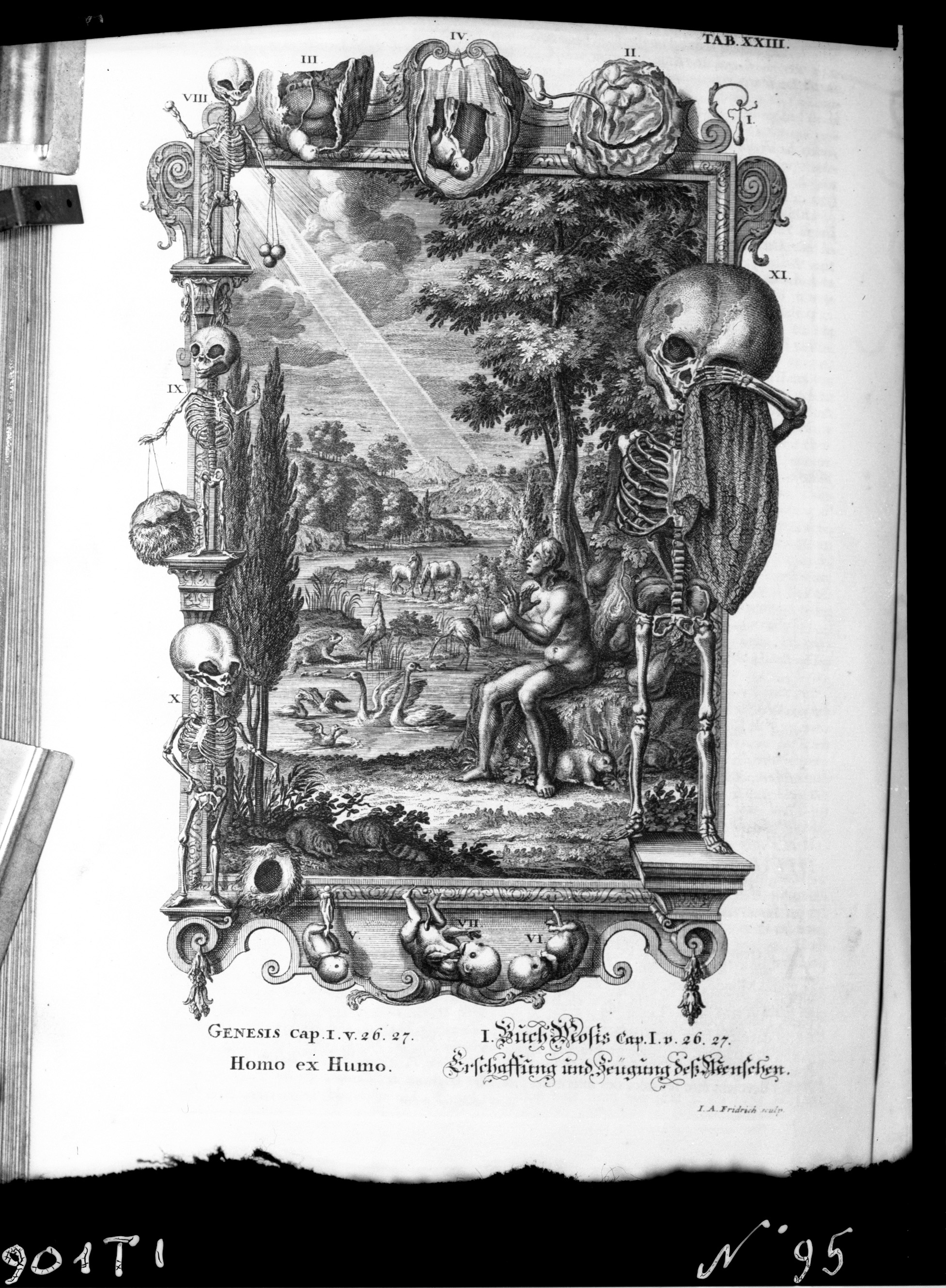
Scheuchzer, Johann-Jakob, Physique sacrée, ou d’hisoitre naturelle de la Bible, Amsterdam : P. Schenck, et P. Martier, 1732. XVIIIème tableau de l'ouvrage. Conservé à la bibliothèque Paris Descartes.

Nous voyons ici que la religion a encore une grande place dans la société de cette époque. C'est ainsi que voulant lier médecine moderne et religion, l’auteur Johann-Jakob Scheuchzer, fait appel à I. A. Fridrich dans la réalisation de ces images pour illustrer son livre. La Création de l’Homme, qui représente à son centre Adam, illuminé de la lumière de Dieu. Tout autour de la composition centrale, nous trouvons un cadre disposant de socle et de divers éléments. Ce qui choque à première vue, c’est bel et bien la présence de squelettes de fœtus de chaque côté de ce cadre. Ces squelettes possédant diverses formes, grandeurs mais également divers numéros. C’est ainsi qu’en prenant les numéros dans le bon ordre, nous percevons des éléments dans la partie supérieure et inférieure du cadre. Dans la composition supérieure sont en réalité figurés les différents stades de l’ovule, de sa fécondation et de l’apparition de l’embryon. Dans la partie inférieure nous retrouvons l'embryon sans sa matrice, grossissant et commençant à bien se former pour au final reprendre à gauche avec le plus petit squelette et ainsi continuer jusqu’au plus grand. Cette composition figure donc en réalité l’embryogenèse, mise en lien avec l’apparition de l’Homme sur Terre.
Les représentations fœtales sont mises en scène dans un côté dramatique, faisant de ceux de gauche les porteurs d’une sorte d’objet relié par un fil et du plus grand squelette, le pleureur de la solitude d’Adam. Cette composition ajoute une théâtralité à la scène telle une tragédie grecque. La présence des fœtus rappelle par ce biais au lecteur de ce livre que Adam, issu de Dieu ne passe pas par ce stade, mais que la lignée humaine, n'étant pas directement issue de Dieu, quant à elle passe par ces stades, notamment en raison de l’exclusion du couple humain du jardin d’Eden.

#### La mise en couleur
La couleur est d’ailleurs un grand enjeux pendant cette période, outils qui ne pouvait être utilisé en peinture, ici la gravure se voit instauré la capacité de mettre de la couleur sans pinceau grâce a à procédé en quatre couleurs différentes mis au point par Jacques Gautier d’Agoty. Tel qu’il le dit lui même dans son ouvrage d’Observations sur la peinture et sur les tableaux anciens et modernes : 
"La gravure en couleur, dont j’ai inventé la vraie pratique , ne met-elle pas les peintres et les graveurs dans la même classe. Pour exécuter un Tableau sur cuivre et sous presse, ne faut-il pas savoir, non seulement la pratique de l’art de peindre, mais encore la Théorie de la composition et de la Décomposition des Couleurs ! Je dis de plus qu’un peintre ordinaire, avec une palette garnie de couleur , ne doit savoir que composer un Tableau, il n’est pas obligé de le décomposer ; ainsi qu’il faut que je fasse, lorsque après avoir peint mes pièces d’anatomie, je suis contraint d'en composer les teintes et les couleurs locales sur quatre cuivres différents ; en un mot,  dans mon art il faut peindre sans couleur et sans pinceau, avec le burin seulement” 
“L’art d’imprimer les tableaux sous presse, dont je fus l’inventeur, n’est point un jeu Machinal, ou les Peintres ne peuvent rien comprendre; c'est au contraire une nouvelle façon de peindre sans Pinceau et sans couleurs, avec le Burin seulement, et sur quatre Cuivres. Ce nouvel art, fondé sur la Théorie la plus relevée de la Peinture, sera, quelque jour, sous vos auspices, ainsi que les Tableaux, les Pièces de Sculpture et les Estampes noires, ou Monochromates, que l'on vous incorpor dans les belles collections que produisent tous les ans nos savants artistes". 
Cette technique, modifiant ainsi l’édition des planches et la pédagogie, est liée à l'enseignement des sciences anatomiques. De ce fait, le cours anatomique de Jacques Gautier d’Agoty se divise en cinq fascicules qui seront publiés sous forme de souscription partant de l’année 1741 à 1749 mais qui seront cependant réunis en un seul exemplaire par son fils, Armand-Eloi Hautier-d’Agoty, en 1785.
C’est par ce contexte que nous retrouvons un ouvrage des œuvres de Jacques Gautier avec un total de 74 planches imprimées sur du papier fort, le tout en couleur et couvert d’une couche protectrice de vernis. Faisant partie de l’Académie des Sciences de Dijon, il lui est permis de réaliser ses planches à la suite des dissections de l’anatomiste Joseph-Guichard Duverney, lui aussi membre de l’académie Dijonnaise, et des travaux de l’anatomiste Jean-Claude Mertrud sont alors figurés en grandeur nature, permettant de percevoir toutes les membranes mais aussi de les distinguer par leur couleur. Le but pédagogique se fait d'autant plus marqué dans l’avertissement de l’ouvrage qui a pour but de “faciliter l’étude de l’anatomie à toutes sortes de personnes, surtout aux Étudiants en Médecine, Chirurgie, Peinture et Sculpture, à tous ceux en un mot, qui ont pour objet la santé et l’étude du corps humain et dont la plupart manquent des facultés et des facilités nécessaires, précises et dures, pour l'assemblage d’un grand nombre de pièces disséquées".
L’aventure commerciale de d’Agoty débute avec ses nombreuses planches anatomiques que les surréalistes qualifieront de “beauté compulsive” et de “splendeur viscérale”. Dans ses gravures, d’Agoty parvient à modeler le corps féminin écorché porteur de la vie coloré dans des positionnements artistiques, les faisant presque poser pour l'artiste.

##### Galerie de représentation

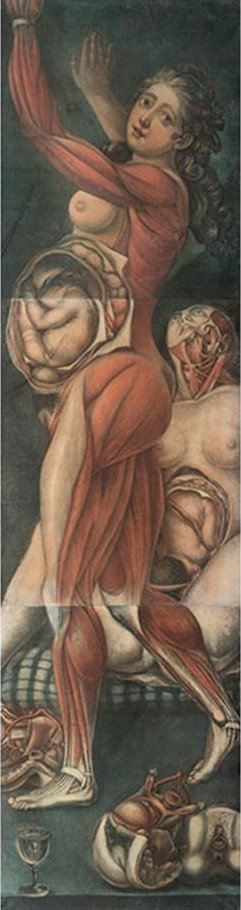
D’Agoty, Jacques Fabien Gautier, Anatomie des parties de la génération de l’homme et de la femme, Paris : J.B. Brunet et Demonville, 1778. Planche XII, qui fut isolé et utilisé en tableau mural. Conservé à la bibliothèque de l’Académie nationale de médecine de Paris.
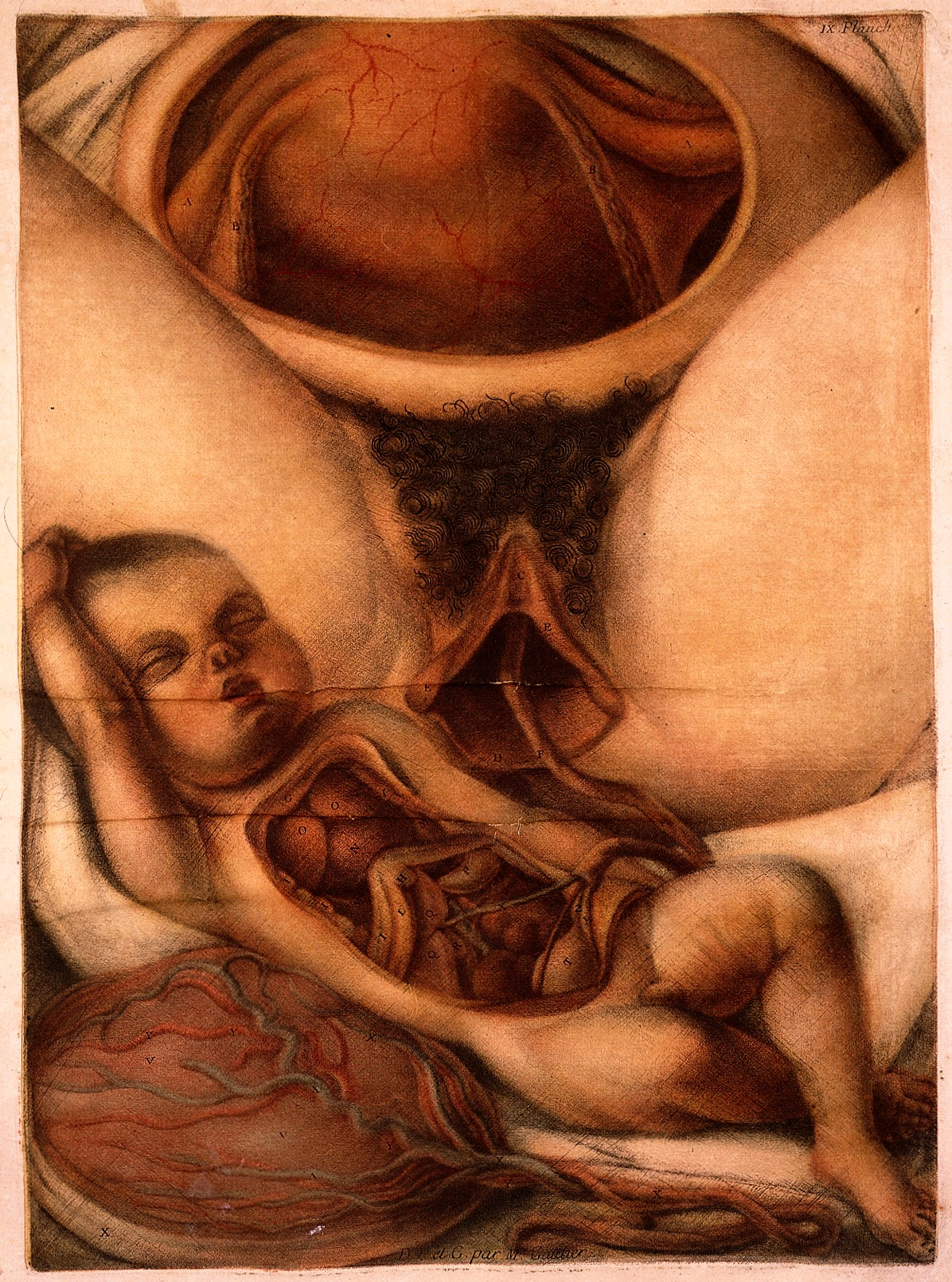
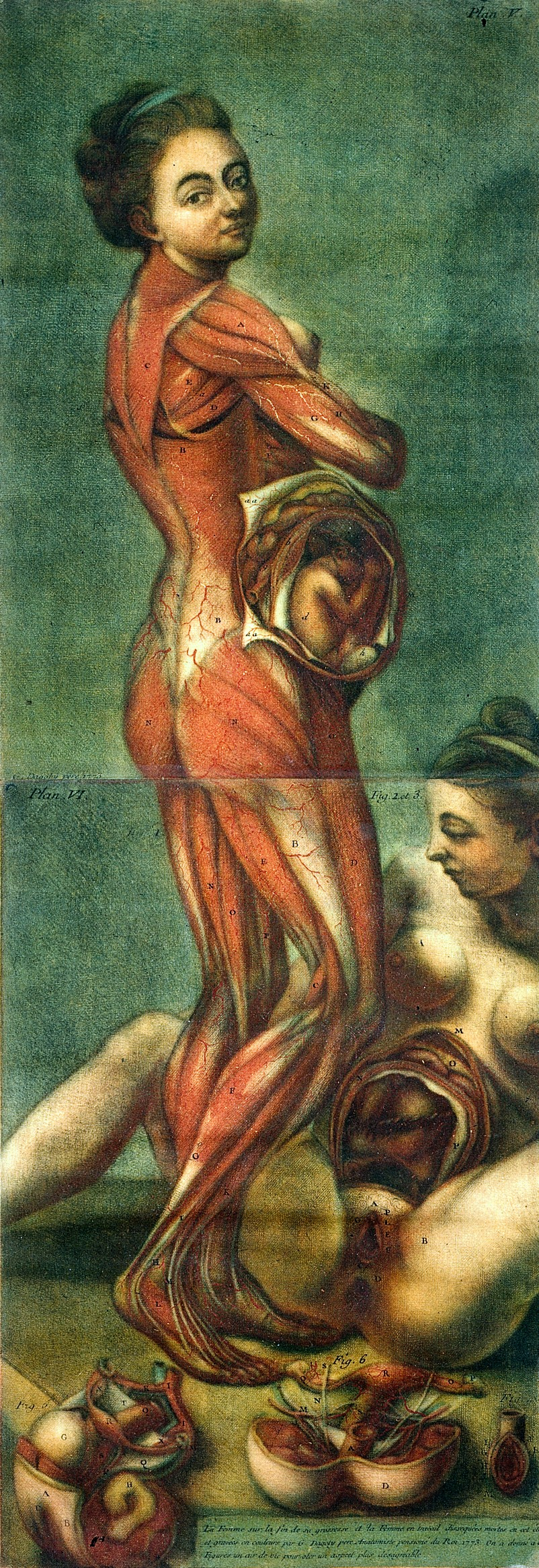
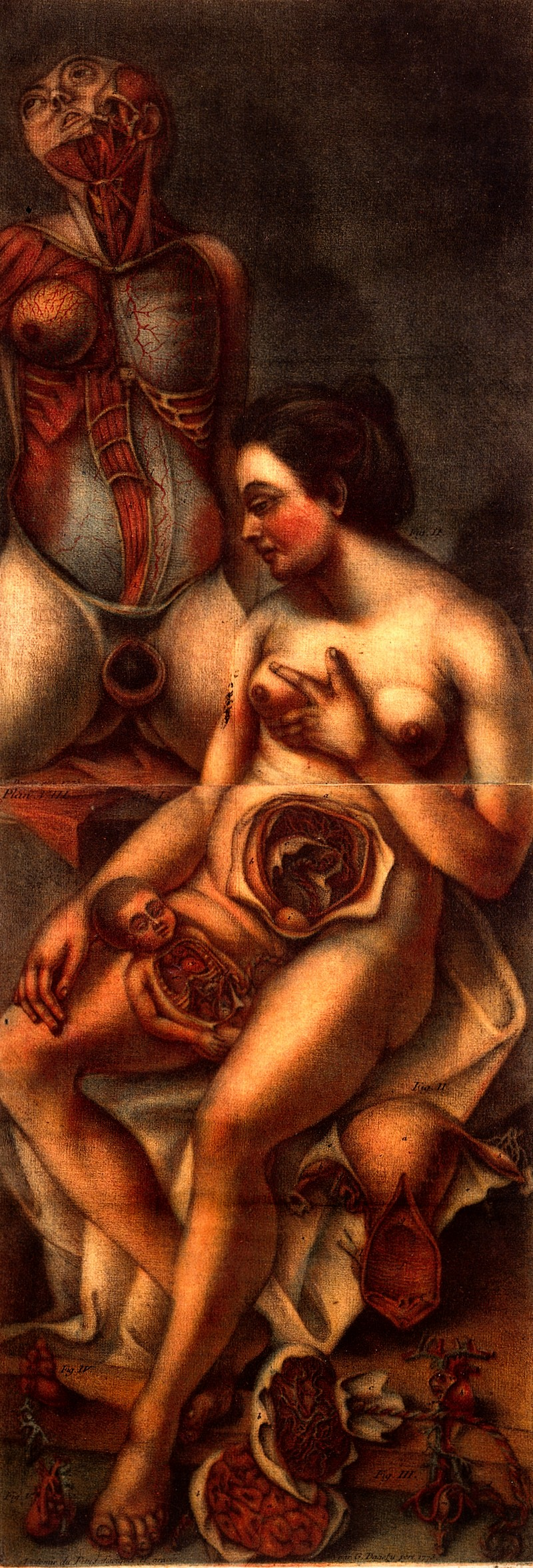

## Les représentations contemporaines
La perception du fœtus et les avancées de la procréation ont de nos jours totalement modifié notre vision quant à ce sujet touchant l’humanité, permettant d’apercevoir l’enfant en vie dès les premiers mois de sa vie grâce à l’échographie.

### Le fœtus noir
Des études sont toujours en cours de réalisation, voulant donc perfectionner le plus possible la discipline obstétrique, mais également pallier certains manques de cette matière scientifique, ces recherches font ainsi apparaître des chapitres encore inexplorés et tout aussi choquants dans leur utilisation récente. En outre, on peut très bien citer par exemple le cas de cette nouvelle iconographie fœtale représentant un embryon noir réalisé par Chidiebere Ibe, un étudiant en médecine, qui sera par ailleurs bientôt publiée dans un manuel d’enseignement. Cette image a largement choqué une grande partie de la population, notamment sur les réseaux sociaux tels que Twitter, par sa non-existence antérieure. Cela témoignant alors d’un manquement de représentation de diversité ethnique dans les illustrations médicales. En effet, même en cette année 2022, les figures ayant une peau noire restent très en retrait, voire inexistantes dans l’apprentissage médical, ce qui pourtant est un facteur essentiel dans les diagnostics médicaux.

### Les sources imprimées
- Académie des sciences, arts et belles-lettres (Dijon). Mémoires de l’Académie de Dijon, 1769. Disponible sur Internet : https://gallica.bnf.fr/ark:/12148/bpt6k121851h.
- Baudelocque, Jean-Louis, L’art des accouchemens, Paris : Mequignon, 1781
- Benedetti, Alessandro, De re medica, Venise 1533
- Bianchi, Giovanni Battista, De naturali in humano corpore, Turin : J.B. Chais, 1741
- Bidloo, Govard, Anatomia humani corporis, centum et quinque tabulis, Amsterdam : Johannes van Someren, 1685
- Börner, Friedrich, Die Gebährende Frau, samt ihrer Leibesfrucht in Lebensgröße, sowohl durch Kunst abgebildet, als auch von einem Todtengerippe genommen : Nicht nur Wehmüttern und Wundärzten zu desto besserer Begreifung und Verrichtung der nöthigsten Handgriffe in der Hebammenkunst, sondern auch Eheweibern zu desto richtigern Verhaltung in ihrer Schwangerschaft und Geburt, Francfort : Leipzig, 1752
- Bourdon, Aimé, Nouvelles descriptions anatomiques de toutes les parties du corps humain, Paris, 1679
- Conrad Dinckmut, Seelwurzgarten, Ulm, 1483
- Couvrée, Jean-Claude de la, De nutritione foetus in utero paradoxa, Dantzig : G. Förster, 1655
- D’Agoty, Jacques Fabien Gautier, Anatomie des parties de la génération de l’homme et de la femme, Paris : J.B. Brunet et Demonville, 1773
- D’Agoty, Jacques Fabien Gautier. Observations sur la peinture et sur les tableaux anciens et modernes, chez Jorry, 1753. Disponible sur Internet : https://www.google.fr/books/edition/Observations_sur_la_peinture_et_sur_les/HME9AAAAcAAJ?hl=fr&gbpv=0
- Descartes, René (1596-1650) Auteur du texte, et Louis de (1632-1666) La Forge. L’Homme de René Descartes et un Traitté de la formation du foetus du mesme autheur, avec les remarques de Louys de La Forge,... sur le Traitté de l’homme de René Descartes et sur les figures par luy inventées. 1664. Disponible sur Internet :  https://gallica.bnf.fr/ark:/12148/btv1b86015188
- De Vinci, Léonard, Étude de foetus dans l’utérus, Royal Collection, Château de Windsor, Royaume-Uni, 1511
- Diderot, Denis, Encyclopédie ou Dictionnaire raisonné des sciences, des arts et des métiers. Tome premier, A-Azyme / par une société de gens de lettres ; mis en ordre et publié par M. [Denis] Diderot,... et quant à la partie mathématique, par M. [Jean Le Rond] d’Alembert,.. 1751. Disponible sur Internet :  https://gallica.bnf.fr/ark:/12148/bpt6k50533b.
- Etienne, Charles, De dissectione partium corporis humani, Paris : Simon de Colines, 1545. Disponible sur Internet : https://gallica.bnf.fr/ark:/12148/bpt6k15102255
- Fabrizi d’Aquapendente, Girolamo, De formato foetu, Venise : Francesco Bolzettam, 1600
- Fournier, Denis, L’anatomie pacifique nouvelle et curieuse, Paris : Sébastien Cramoisy, 1678
- Graaf, Regnerus de, De Mulierum Organis Generationi Inservientibus, Leyde, 1672
- Graaf, Regnerus de, Opera omnia, Amsterdam : Ex Officina Wetsteniana, 1705
- Hartsoeker, Nicolas, Essay de dioptrique, J. Anisson, Paris, 1694.
- Heister, Lorenz, Institutiones Chirurgicae, Pitter 1740
- Heister, Lorenz, L’anatomie d’Heister, Paris : J. Vincent, 1725
- Hunter, William, Anatomia uteri humani gravidi tabulis ilustrada, Birminghamiae : Excudebat Joannes Baskerville ; Londini : Prostant apud S. Baker, T. Cadell, D. Wilson, T. Nichol, et J. Murray, 1774
- Jenty, Charles Nicolas, Démonstration de la matrice d’une femme grosse et de son enfant à terme, Londini : impensis auctoris, 1757-1758
- Le Boursier Du Coudray, Angélique, Abrégé de l'art des accouchemens, dans lequel on donne les préceptes nécessaires pour le mettre heureusement en pratique, Paris, 1769
- Ledran, Henri François, Abrégé économique de l’anatomie du corps humain, Paris : F. Diderot, 1768
- Mauquest de La Motte, Guillaume, Traité complet des accouchemens naturels, non naturels, et contre nature, expliqué dans un grand nombre d’observations & de réflexions sur l’art d’accoucher. Tome 1 / . Par le sieur de La Motte,... Nouvelle édition..., Paris, 1765. Disponible sur Internet : https://gallica.bnf.fr/ark:/12148/bpt6k9768177j.
- Mauriceau, François,  Traité des maladies des femmes grosses et de celles qui sont nouvellement accouchées, Paris, 1675. Disponible sur Internet :  https://gallica.bnf.fr/ark:/12148/bpt6k57713z.image
- Mauriceau, François,  Traité des maladies des femmes grosses et de celles qui sont accouchées : enseignant la bonne & véritable méthode pour bien aider les femmes en leur accouchements naturels, & les moyens de remédier à tous ceux qui sont contre nature, & aux indispositions des enfans nouveau-nés... ([Reprod.])  chez l'auteur (Paris), 1681. Disponible sur Internet : https://gallica.bnf.fr/ark:/12148/bpt6k57713z.image
- Mercurio, Girolamo, La commare o raccoglitrice : divisa in tre libri : in questa ultima editione corretta e accresciuta di due trattati ([Reprod.]), 1686. Disponible sur Internet : https://gallica.bnf.fr/ark:/12148/bpt6k51217h.
- Mustio, Gynaecia (und andere medizinische Abhandlungen). Bruxelles Koninklijke Bibliotheek van België - Bibliothèque royale de Belgique
- Remmelin, Johann, Catoptrum microcosmicum, Johannis Görlin, 1639
- Rosslin, Eucharius, Der Schwanngeren, Frawen vnd Hebammen Rosengarten, Augsbourg, Steyner, 1528. Disponible sur Internet : https://gdz.sub.uni-goettingen.de/id/PPN559069138
- Rosslin, Eucharius (fils), De partu hominis et quæ circa ipsum accidunt Libellus, Paris, Jean Foucher, Vivant Gaultherot, 1538
- Rueff, Jacob, De conceptu et generatione hominis, Georg Rabe for Sigismund Feyerabend, 1580
- Ruysch, Frederik, Thesaurus anatomicus primus, Amsterdam : J. Wolters, 1701
- Saint-Hilaire, L’anatomie de corps humain, avec ses maladies et les remèdes pour les guérir, Paris, chez Jean Couterot, et Louis Guerin, 1684-1685. Disponible sur Internet : https://gallica.bnf.fr/ark:/12148/btv1b86264522.image
- s.a., Deux Parergues anatomiques ou Dissertations d’après l’oeuvre, sur l’origine et la nourriture du foetus... par le sieur ****, médecin de Montpellier. 1705. Disponible sur Internet : https://gallica.bnf.fr/ark:/12148/bpt6k97709543 .
- Schenck Von Grafenbe, Johannes, Monstrorum historia memorabilis, monstrosa humanorum partuum miracula, Francfort : M. Becker, 1609
- Scheuchzer, Johann-Jakob, Physique sacrée, ou d’hisoitre naturelle de la Bible, Amsterdam : P. Schenck, et P. Martier, 1732
- Schweighart, Theophilius, Speculium Sophicum Rhodostaurot icum, 1604 ⇒ completer
- Siegmund, Justina, Die Chur-Brandenburgische Hoff-Wehe-Mutter, Das ist: Ein höchst-nöthiger Unterricht, Von schweren und unrecht-stehenden GeburtenHof-Wehemutte, Berlin, Rüdiger 1723. Disponible sur Internet :  https://digital.slub-dresden.de/werkansicht/dlf/71946/1
- Siegmund, Justina, Die Kgl. Preußische und Chur-Brandenburgische Hof-Wehemutte, Lieber, 1690
- Smellie, William, A set of anatomical tables with explanations and an abridgment of the practice of midwifery, Worchester Massachussts : Isaiah Thomas, 1754
- Smellie, William, Tabulae anatomicae, Nuremberg, 1757
- Valota Orazio, La Levatrice Moderna, Bergame : Francesco Locatelli,1791.
- Valverde, Juan. Vivae imagines partium corporis humani aereis formis expressae, Antverpiae, 1572. Disponible sur Internet :  https://gallica.bnf.fr/ark:/12148/bpt6k206031f.
- Verheyen, Philippe, Corporis humani anatomia, Louvain : Denique, 1693
- Vésale, André, De humani corporis fabrica libri septem, Bâle, Johannes Oporinus, 1543
- Viardel, Cosme (chirurgien). Observations sur la pratique des accouchemens, naturels, contre nature, & monstrueux . Avec une Méthode très-facile pour secourir les femmes en toute sorte d’accouchemens, sans se servir de crochets, ni d’aucun instrument, que de la seule main... Avec un traité des principales maladies qui arrivent ordinairement aux femmes et aux filles et des maladies des mammelles..., Paris, 1674. Disponible sur Internet : https://gallica.bnf.fr/ark:/12148/bpt6k9750036h.

### Les sources contemporaines
- Albrecht Burkardt, Gélis Jacques, Les enfants des limbes. Mort-nés et parents dans l’Europe chrétienne, Paris, Audibert, 2006, p. 202-208. [Compte-rendu] Disponible sur Internet : https://journals.openedition.org/rhr/7305
- Aucante Vincent, « VII. La formation du fœtus », La philosophie médicale de Descartes. sous la direction de Aucante Vincent. Paris cedex 14, Presses Universitaires de France, « Science, histoire et société », 2006, p. 297-330. Disponible sur Internet : https://www.cairn.info/la-philosophie-medicale-de-descartes--9782130551164-page-297.htm
- Bacalexi Dina, “Responsabilités féminines: sages-femmes, nourrices et mères chez quelques médecins de l’Antiquité et de la Renaissance”, Gesnerus, Schwabe Verlag Basel, 2005, 62, p. 5 - 32. Disponible sur Internet : https://halshs.archives-ouvertes.fr/halshs-01444502/document
- Baille Yves, Les monstres chez Ambroise Paré : un regard rétrospectif, In  Le « monstre » humain : Imaginaire et société [en ligne]. Aix-en-Provence : Presses universitaires de Provence, 2005 (généré le 22 octobre 2021). Disponible sur Internet : http://books.openedition.org/pup/6829.
- Baruch Friedrich, Das Hebammenwesen im reichsstädtischen Nürnberg, Thèse Univ. Erlangen, 1955, inédit.
- Berthiaud Emmanuelle, « La santé maternelle et infantile (Europe, XVIe – XIXe siècles) : état des lieux historiographique et bibliographique ». Annales de demographie historique, vol. 139, no 1, 2020, p. 27‑90,. Disponible sur Internet : https://www.cairn.info/revue-annales-de-demographie-historique-2020-1-page-27.htm?contenu=article.
- Berthiaud Emmanuelle, “Le vécu de la grossesse aux XVIIIe et XIXe siècles en France”, Histoire, médecine et santé, 2 | 2012, 93-108. Disponible sur Internet :  https://journals.openedition.org/hms/282
- Berthiaud Emmanuelle, “Soulever « le voile derrière lequel la nature se cache ». Les représentations anatomiques de la grossesse (XVIe – XVIIIe siècle) : quels savoirs masculins et féminins ?”, Enfanter dans la France d’Ancien Régime [en ligne]. Arras : Artois Presses Université, 2017 (généré le 09 février 2022). Disponible sur Internet : http://books.openedition.org/apu/11021.
- Chapuis-Després Stéphanie, « Le genre en gynécologie et obstétrique. Médecins et sages-femmes dans le Saint-Empire Romain Germanique », Transtext(e)s Transcultures 跨文本跨文化 , 2016, mis en ligne le 30 juin 2017. Disponible sur Internet : http://journals.openedition.org/transtexts/651.
- Crémière Cédric, Fischer Jean-Louis (commissaires) et Muséum d’histoire naturelle du Havre, 2010, Avant la naissance, 5 000 ans d’images, Catalogue d’exposition (24 octobre 2009 - 7 mars 2010), Le Havre, Muséum d’Histoire Naturelle, 208 p.
- D’Amato Marion, “La représentation de la femme enceinte et de la parturiente : quand les domaines artistiques et médicaux modèlent le corps féminin”, Enfanter dans la France d’Ancien Régime [en ligne]. Arras : Artois Presses Université, 2017 (généré le 12 février 2022). Disponible sur Internet : http://books.openedition.org/apu/11031
- Dudens Barbara,  L'invention du fœtus : le corps féminin comme lieu public, Paris : Descartes & Cie, 1996
- Fisher Jean-Louis, “Buffon et les théories de la génération au 18ème siècle”, La pluridisciplinarité dans les enseignements scientifiques - Tome 1 : Histoire des sciences Actes de l'université d'été, du 16 au 20 juillet 2001, Poitiers.  Disponible sur Internet : https://media.eduscol.education.fr/file/Formation_continue_enseignants/51/6/uescience_fischer_111516.pdf
- Flügge Sybilla, Hebammen und heilkundige Frauen. Recht und Rechtwirklichkeit im 15. und 16. Jahrhundert, Frankfurt am Main, Basel, Stroemfeld Verlag, 1998.
- Frydman Jean-Louis, Epelboin Alain (commissaires) et Musée de l’Homme avec l’Association pour la Cité des naissances et des enfances, 2006, Naissances : Gestes, objets et rituels, Catalogue d’exposition (9 novembre 2005 - 4 septembre 2006), Paris : Musée de l’Homme, 64p.
- Gélis Jacques, L’arbre et le fruit. La naissance dans l’Occident moderne, Paris, Fayard, 1984.
- Gélis Jacques, La sage-femme ou le médecin. Une nouvelle conception de la vie, Fayard, 1988. (p.111) ; La machine de Madame Du Coudray, ou l'Art des accouchements au XVIIIe siècle, M. Benozio, C. Beugnot, S. Demoy, A. Dubois, C. Durier, J. Gélis, J.Petitcolas, Edition Point de vues, CHU de Rouen, septembre 2004.
- Gélis Jacques. « La formation des accoucheurs et des sages- femmes aux XVIIe et XVIIIe siècles. Evolution d’un matériel et d’une pédagogie ». Annales de Démographie Historique, vol. 1977, no 1, 1977, p. 153‑80.  Disponible sur Internet : https://www.persee.fr/doc/adh_0066-2062_1977_num_1977_1_1347
- Gélis Jacques, La sage-femme ou le médecin. Une nouvelle conception de la vie, Fayard, 1988. (p.111) ; La machine de Madame Du Coudray, ou l'Art des accouchements au XVIIIe siècle, M. Benozio, C. Beugnot, S. Demoy, A. Dubois, C. Durier, J. Gélis, J.Petitcolas, Edition Point de vues, CHU de Rouen, septembre 2004.
- Gilson Hilary, "De Formato Foetu (c. 1600), by Girolamo Fabrici". Embryo Project Encyclopedia (2008-08-27).  Disponible sur Internet : http://embryo.asu.edu/handle/10776/1931 .
- Haraway Donna Jeanne, « Fötus : das virtuelle Spekulum in der Neuen Weltordnung », Gender & Medien-Reader, 2016, p. 249-278
- Hornuff Daniel et Fangerau Heiner, dir., Visualisierung des Ungeborenen : interdisziplinäre Perspektiven, Paderborn, Wilhelm Fink, 2020
- Huard Pierre et Génin Nicole, Contribution à l'histoire de l'obstétrique et de la gynécologie, du XVIè au XIXè siècle. In: Revue d'histoire des sciences, tome 26, n°2, 1973. pp. 176-177.  Disponible sur Internet : https://www.persee.fr/doc/rhs_0151-4105_1973_num_26_2_3330
- Kesler, Justine, La démystification de l'imagerie foetale du XVIe au XVIIIe siècle : L'obstétrique entre science et croyance, Mémoire de première année sous la direction de Matthieu Lett et Olivier Bonfait, Université de Bourgogne, Juin 2022.
- Mandressi Rafael et Laurence Talairach-Vielmas, “Modeleurs et modèles anatomiques dans la constitution des musées médicaux en Europe, XVIIIe – XIXe siècle”, Revue germanique internationale [Online], 21 | 2015.  Disponible sur Internet : http://journals.openedition.org/rgi/1509
- Meunier, Léon, Histoire de la médecine. Depuis ses origines jusqu’à nos jours, Paris,  J.-B. Baillière et fils,  1911  Disponible sur Internet : https://gallica.bnf.fr/ark:/12148/bpt6k64884645/f201.image#
- Labouvie Eva, Beistand in Kindsnöten. Hebammen und weibliche Kultur auf dem Land (1550-1910), Frankfurt am Main, New-York, 1999.
- Labouvie Eva, Andere Umstände, Eine Kulturgeschichte der Geburt, Köln, Weimar, Wien, Böhlau Verlag, 2000.
- Laget Mireille, Naissances. L’accouchement avant l’âge de la clinique, Paris, Seuil, 1982, p. 478
- Laville Marine, Accoucher au XVIIe siècle : les Observations sur la grossesse et l’accouchement des femmes et sur leurs maladies et celles des enfants nouveau-nés du chirurgien-accoucheur François Mauriceau. Histoire. 2014. Disponible sur Internet : https://dumas.ccsd.cnrs.fr/dumas-01102357/document
- Lemire Michel, Les collections de cire : au carrefour du renouveau pédagogique et scientifique de l'anatomie In : Le Muséum au premier siècle de son histoire [en ligne]. Paris : Publications scientifiques du Muséum, 1997 (généré le 13 février 2022). Disponible sur Internet : http://books.openedition.org/mnhn/1762
- Morel Marie-France,  Iconographie des embryons et des fœtus dans les traités d’accouchement et d’anatomie du XVIème au XVIIIème siècle.  Disponible sur Internet : https://www.biusante.parisdescartes.fr/sfhm/hsm/HSMx2009x043x001/HSMx2009x043x001x0015.pdf
- Morel Marie-France, « Fœtus virtuels dans les traités médicaux des siècles classiques (xvie-xviiie siècles) », Spirale, vol. 60, no. 4, 2011, pp. 37-44.  Disponible sur Internet : https://www.cairn.info/revue-spirale-2011-4-page-37.htm
- Morel, Marie-France. « Compte rendu de Formato nel segreto. Nascituri e feti fra immagini e immaginario dal XVI al XXI secolo ». Annales. Histoire, Sciences Sociales, vol. 62, no 2, 2007, p. 454‑56.  Disponible sur Internet :  https://www.jstor.org/stable/27587969 .
- Morel, Marie-France, « Voir et entendre les fœtus autrefois : deux exemples ». Spirale, vol. 36, no 4, 2005, p. 23‑35.  Disponible sur Internet : https://www.cairn.info/revue-spirale-2005-4-page-23.htm.
- Palouzié Hélène and  Ducourau Caroline, “De la collection Fontana à la collection Spitzner, l’aventure des cires anatomiques de Paris à Montpellier ”, In Situ [Online], 31 | 2017, Online since 22 February 2017, connection on 04 December 2021.  Disponible sur Internet : https://journals.openedition.org/insitu/14142
- Pulz Waltraud, Aux origines de l'obstétrique moderne en Allemagne (XVIe – XVIIIe siècle) : accoucheurs contre matrones ?.  Revue d’histoire moderne et contemporaine, tome 43 N°4, Octobre-décembre 1996. Médicalisation et professions de santé XVIe – XXe siècles. pp. 593-617.  Disponible sur Internet : https://gallica.bnf.fr/ark:/12148/bpt6k5447090n/f51.item
- Sage-Pranchère Nathalie, « Étude comparée de deux projets de cours d'accouchement à la fin du XVIIIe siècle », Histoire, économie & société, 2009/2 (28e année), p. 37-58.  Disponible sur Internet : https://www.cairn.info/revue-histoire-economie-et-societe-2009-2-page-37.htm
- Vigarello (Georges) Histoire du corps. De la Renaissance aux Lumières De la Renaissance aux Lumières Tome 1, 2016

### Ressources en ligne
- Jacqueline Vons, "La parole d’une sage-femme : Louise Bourgeois (1563-1636)", dans V. Boudon-Millot, V. Dasen et B. Maire (éd.), Femmes en médecine, Actes de la journée internationale d’études organisée à l’université René-Descartes-Paris V, le 17 mars 2006, en l’honneur de Danielle Gourevitch, Paris, BIUM-De Boccard, Collection Medic@, 2008, p. 223-238. Article réédité sur Cour de France.fr le 1er mai 2013 dans le cadre du projet "La médecine à la cour de France", URL : https://cour-de-france.fr/article2762.html
- « La nascita dell’embriologia comparata: il “De formato foetu” di Fabrizi ». Storia della Medicina. SITO & BLOG, 8 novembre 2019, URL : http://www.storiadellamedicina.net/la-nascita-dellembriologia-comparata-il-de-formato-foetu-di-fabrizi/.
- « La représentation du fœtus ». Représentation du fœtus de la femme enceinte tpe, 6 février 2015, URL :  https://representationfemmeenceintetpe.wordpress.com/limagination/.
- « Les dessins anatomiques de Léonard de Vinci ». Curiosités de Titam, 2 juin 2009, URL : https://lecomptoirdetitam.wordpress.com/2009/06/02/les-dessins-anatomiques-de-leonard-de-vinci/.
- L’obstétrique au XVIIIe siècle. Des progrès dans les connaissances, la pratique et la formation – Enfance. URL : http://regards-enfance.edel.univ-poitiers.fr/lobstetrique-au-xviiie-siecle-des-progres-dans-les-connaissances-la-pratique-et-la-formation-anne-sophie-traineau/
- Louise Bourgeois, une sage-femme au XVIIème siècle, époque charnière pour l’obstétrique. URL : https://www.femmes-medecins.com/portrait/femmes-d-exception/438-louise-bourgeois-une-sage-femme-au-xviieme-siecle-epoque-charniere-pour-lobstetrique.html. Consulté le 10 février 2022.
- « Mother Machine: An ‘Uncanny Valley’ in Eighteenth-Century Medicine ». Brewminate: We’re Never Far from Where We Were, 25 septembre 2019, URL : https://brewminate.com/mother-machine-an-uncanny-valley-in-eighteenth-century-medicine/.
- Quand Léonard représentait le fœtus humain; Une étude de l'Université d'Arizona,, URL : http://benoit-et-moi.fr/2013-I/articles/quand-leonard-representait-le-foetus-humain.php
- Technological Object: Midwifery Manikin | Literature Technology Media, URL : https://www.english.cam.ac.uk/research/ltm/?p=582 .